# Barcelona
Barcelona (katalánul [bəɾsəˈɫonə], spanyolul [barθeˈlona]) város Észak-Spanyolországban, Katalónia fővárosa. A Földközi-tenger partján található, mintegy 120 km-re délre a Pireneusoktól és a francia határtól. Délen a Llobregat folyó, északon pedig a Besós (spanyolul; katalánul Besòs) folyó határolja. A Generalitat de Catalunya, azaz a 2006-os Katalán Autonómia Statútumban meghatározott intézmények, tkp. a katalán tartományi parlament, elnöki hivatal, tartományi kormány székhelye. Érseki központ és egyetemi város, kiemelkedő európai kongresszusi centrum. Az 1992. évi nyári olimpiai játékok helyszíne. A Földközi-tenger harmadik legnagyobb kikötővárosa.
Barcelona a második legnépesebb spanyolországi város, valamint a tizenegyedik legnagyobb az Európai Unióban. Barcelona teljes területe 36 településből áll, melyeknek lakossága összesen közel 5 millió fő (2021-es adat). A város területe ezekkel a településekkel együtt 636 km².
Barcelona különböző globális eseményeknek adott helyet, amelyek hozzájárultak a város alakulásához és nemzetközi kisugárzást adtak neki. A legjelentősebbek közé sorolható az 1888-ban megrendezett Világkiállítás, 1929-ben a Nemzetközi Kiállítás, az Olimpiai Játékok 1992 nyarán. A város otthont ad a Mediterrán Unió titkárságnak is.
Manapság Barcelona elismerten globális város kulturális, pénzügyi, kereskedelmi és idegenforgalmi szempontból is. Itt van a Földközi-tenger egyik legfontosabb kikötője, fontos közlekedési csomópont Spanyolország és Franciaország között az autópálya-kapcsolat és a nagysebességű vasúti közlekedése révén. 2019-ben Barcelona repülőterét 52 688 455 utas vette igénybe.

## Fekvése
A város Katalónia autonóm közösségben, Barcelona tartományban és Barcelonès járás területén, a Földközi-tenger partján fekszik. 160 km-re, a Pireneusokban húzódó francia határtól délre terül el. A Llobregat és Besòs folyók torkolata közé eső délkeleti partszakaszon, a Barcelonai-síkságon (Llano de Barcelona) található. A Katalóniai-hegységhez tartozó Parti-hegylánc vonulatai szegélyezik, délről a Garraf-hegység, nyugatról a Colserolla. Legmagasabb pontjai a Tibidabo a város északi részén (516 m), városképi jelentőségű dombja a város déli tengerpartja fölé magasodó Montjuïc (spanyolul Montjuic)(185 m).

## Éghajlata
Barcelona mediterrán éghajlatú város, kelet-délkeleti és déli határa a Földközi-tenger partja. A tél rövid, viszonylag hűvös, januárban és februárban az átlagos hőmérséklet körülbelül 10 °C, a legmagasabb hőmérséklet általában 13 °C. A nyár száraz, hosszú és meleg (de júliusban és augusztusban a napi maximum hőmérséklet ritkán haladja meg a 30 °C-ot, mivel a szél a tenger felől fúj a szárazföldre.
Fagy a város területén szinte soha nem fordul elő, a hó pedig nem gyakori jelenség.
A teljes éves csapadékmennyiség mintegy 600 mm. A legcsapadékosabb hónap az október, ekkor mintegy 96 mm eső esik. A legszárazabb hónap a július (27 mm) és a június (38 mm).
| Hónap                         | Jan. | Feb. | Már. | Ápr. | Máj. | Jún. | Júl. | Aug. | Szep. | Okt. | Nov. | Dec. | Év   |
| ----------------------------- | ---- | ---- | ---- | ---- | ---- | ---- | ---- | ---- | ----- | ---- | ---- | ---- | ---- |
| Átlagos max. hőmérséklet (°C) | 13,4 | 14,6 | 15,9 | 17,6 | 20,5 | 24,2 | 27,5 | 28,0 | 25,5  | 21,5 | 17,0 | 14,3 | 20,0 |
| Átlagos min. hőmérséklet (°C) | 4,4  | 5,3  | 6,7  | 8,5  | 12,0 | 15,7 | 18,6 | 19,3 | 16,7  | 12,6 | 8,1  | 5,7  | 11,2 |
| Átl. csapadékmennyiség (mm)   | 41   | 29   | 42   | 49   | 59   | 42   | 20   | 61   | 85    | 91   | 58   | 51   | 628  |
| Forrás:                       |      |      |      |      |      |      |      |      |       |      |      |      |      |

| Hónap                                                              | Jan. | Feb. | Már. | Ápr. | Máj. | Jún. | Júl. | Aug. | Szep. | Okt. | Nov. | Dec. | Év   |
| ------------------------------------------------------------------ | ---- | ---- | ---- | ---- | ---- | ---- | ---- | ---- | ----- | ---- | ---- | ---- | ---- |
| Átlagos max. hőmérséklet (°C)                                      | 14,8 | 15,6 | 17,4 | 19,1 | 22,5 | 26,1 | 28,6 | 29,0 | 26,0  | 22,5 | 17,9 | 15,1 | 21,3 |
| Átlagos min. hőmérséklet (°C)                                      | 8,8  | 9,3  | 10,9 | 12,5 | 16,1 | 19,8 | 22,7 | 23,1 | 20,0  | 16,5 | 11,9 | 9,5  | 15,1 |
| Átl. csapadékmennyiség (mm)                                        | 44   | 31   | 33   | 48   | 47   | 33   | 25   | 41   | 82    | 97   | 45   | 47   | 572  |
| Havi napsütéses órák száma                                         | 149  | 163  | 200  | 220  | 244  | 262  | 310  | 282  | 219   | 180  | 146  | 138  | 2513 |
| Forrás: Generalitat de Catalunya – Agencia Estatal de Meteorología |      |      |      |      |      |      |      |      |       |      |      |      |      |

## Népessége
Az agglomeráció népessége meghaladta az ötmillió főt.

### Demográfiai adatok
| 1900    | 1910    | 1920    | 1930      | 1940      | 1950      | 1960      | 1970      | 1981      | 1991      | 2001      | 2005      | 2010      |
| ------- | ------- | ------- | --------- | --------- | --------- | --------- | --------- | --------- | --------- | --------- | --------- | --------- |
| 533 000 | 587 411 | 710 335 | 1 005 565 | 1 081 175 | 1 280 179 | 1 557 863 | 1 745 142 | 1 754 900 | 1 681 132 | 1 505 325 | 1 593 075 | 1 619 337 |

A népesség változása az elmúlt években:

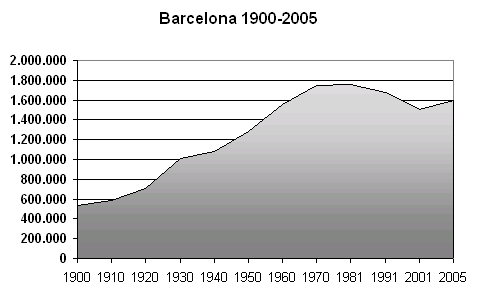
Barcelona lakosságának alakulása 1900–2005 között az INE szerint

| Lakosok száma | 37 000 | 140 000 | 405 913 | 1 081 175 | 1 745 142 | 1 505 325 | 1 595 110 | 1 611 822 | 1 620 343 | 1 702 547 |
|               | 1715   | 1820    | 1887    | 1940      | 1970      | 2001      | 2007      | 2013      | 2018      | 2024      |

### Etnikumok
2005-ben a lakosság mintegy 14%-a bevándorló volt, többségük Romániából, Marokkóból és Latin-Amerikából, különösen Ecuadorból, Peruból, Kolumbiából, Argentínából, a Dominikai Köztársaságból és Bolíviából származik.[forrás?] Az egyéb, említésre méltó nemzetek az olaszok és a franciák. Az elmúlt években [mikor?] egyre több bevándorló érkezik az észak-európai országokból, mint például Angliából.

### Nyelvek
A hivatalos nyelv Barcelonában a katalán, emellett a spanyolországi alkotmányban szerepel a kasztíliai (vagy spanyol) is, mint hivatalos nyelv. A lakosok nagy része nem beszél idegen nyelveket.

## Történelme
A Barcelona helyén elterülő legősibb település első lakói a kelta layetánok voltak, akik a Tibidabo és a Mons Taber között telepedtek le.

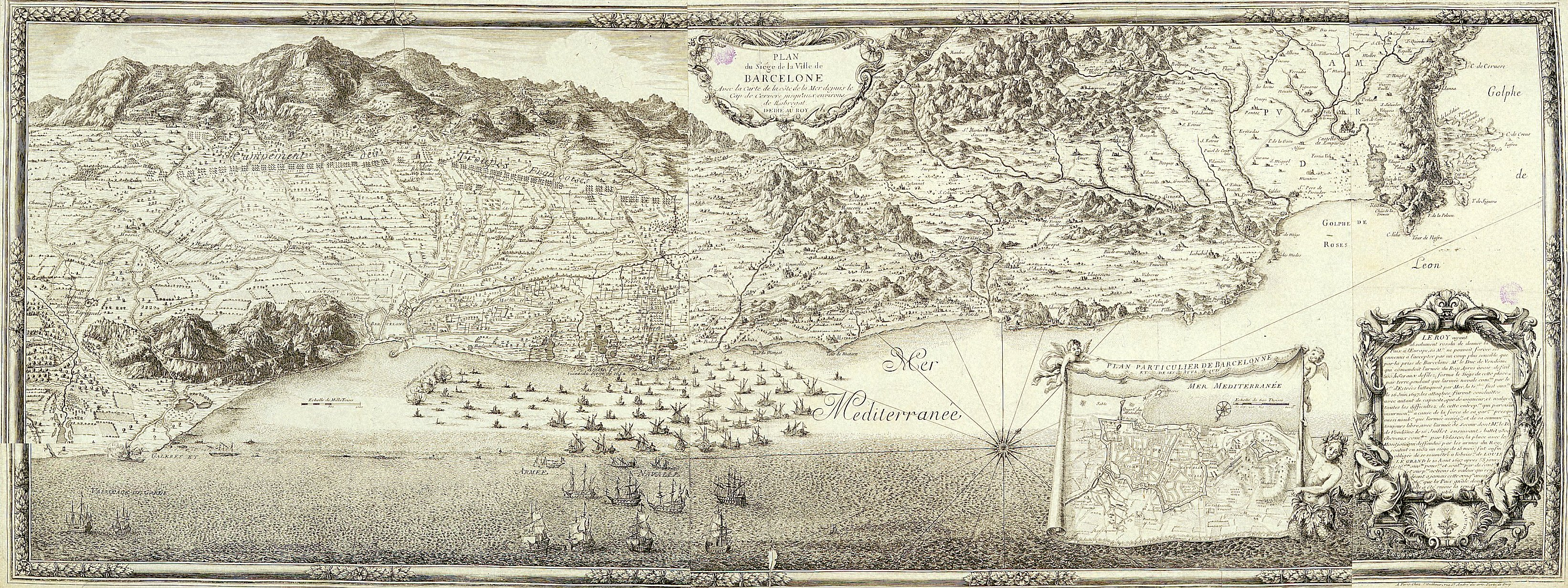
1698‑as Barcelona térkép

I. e. 218-ban a helyi monda szerint Hamilkar Barkasz karthágói hadvezér alapította meg a mai helység elődjét, mely először az ibér Barcino néven tűnt fel a történelmi dokumentumokban.
I. e. 201-ben Scipio római hadvezér foglalta el, majd Augustus császár idején római kolónia lett – előbb Julia Faventia, később Augusta és Pia melléknevekkel.
414-ben, majd 531-ben a nyugati gótok birtokába került, és fővárosukká tették, Athaulf király székhelye volt.
716-ban a mórok Al Hurr Omajjád kalifa vezetésével elfoglalták és Badsalunának nevezték el.
801-ben Jámbor Lajos karoling király a katalán őrgrófság fővárosává tette. 874-ben Barcelona grófjai függetlenséget kaptak. Katalónia és Aragónia egyesülése idején Genova és Velence mellett a Földközi-tenger vezető kereskedővárosává vált.
A 16. században Katalónia fekvése miatt kiesett az Újvilággal való kereskedelem lehetőségeiből, ekkor megrendült Barcelona hatalma is.
1701–13 között, a spanyol örökösödési háborúban a katalánok Habsburg Károly főherceg mellé álltak, szabadságjogokat remélve tőle. 1714-ben a francia Bourbon-házból származó V. Fülöp spanyol király csapatai lerohanták a várost és jelentős részét elpusztították.
1778-ban III. Károly király felszabadította az Amerika felé irányuló kereskedelmet, ismét megnyílt a nagy múltú barcelonai kikötő, a város a király uralma alatt újra fellendült. A 19. században a város visszanyerte hajdani jelentőségét a Földközi-tengeren.
1888. május 20-án nyílt az EXPO Universal, majd 1929-ben az EXPO Internacional. A világkiállításoknak köszönhetően Barcelona jelentős vásárvárossá vált.

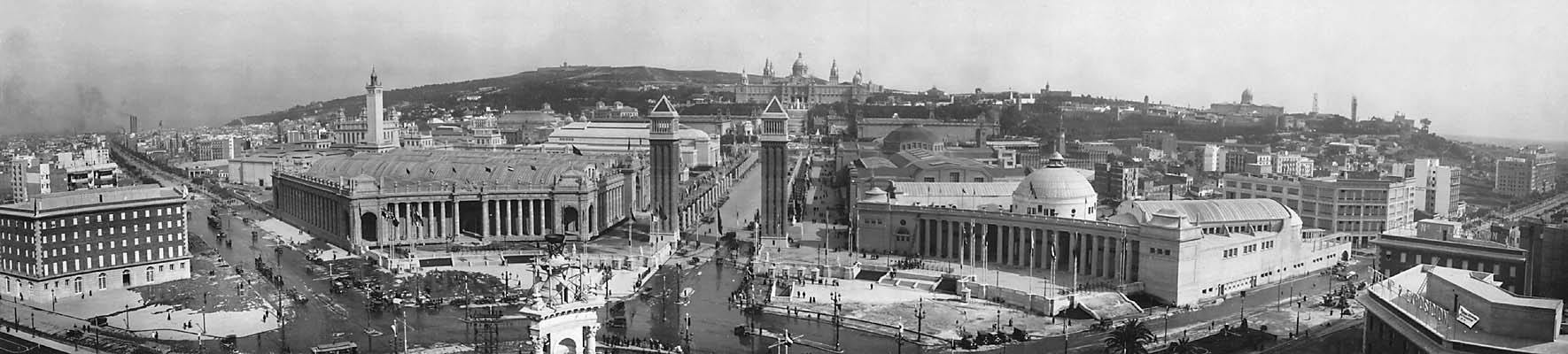
A Nemzetközi Kiállítás idején

1931-ben kikiáltották a második spanyol köztársaságot, s ekkor Katalónia függetlenséget kapott. Barcelonában megalakult az első Katalán Parlament, mely a köztársaságpártiakat képviselte. 1937–39 között is itt működött a Köztársasági Kormány, Francisco Franco csapatai csak 1939 januárjában foglalták el a várost.
1975-ben, a diktatúra megszűnése után ismét hivatalos nyelv lett a katalán, majd 1979-ben a spanyol képviselőház elfogadta Katalónia autonómiáját, az autonóm közösség székhelyévé pedig Barcelonát tették.
1992-ben itt rendezték a XXV. Nyári Olimpiai Játékokat.
Barcelona címere a középkorból származik. A Generalitat 2004-ben abban a formában tette hivatalossá, ahogy 1329-ben feltűnt. A címer alapja csúcsára állított négyzet, mely négy részre oszlik. Az első és negyedik mező alapszíne ezüst, benne Szent György, a város védőszentje szimbóluma, vörös színű kereszt látható. A második és harmadik mező alapszíne arany, négy vörös sávval, ami az aragóniai királyok fegyvereinek szimbóluma. A négyzet felső csúcsa felett zárt korona található.

## Gazdaság
Barcelona több évtizede jelentős kereskedelmi központ. Az ipar széles skálája megtalálható a városban, legfontosabb közülük a textilipar, a vegyipar, az autóipar, valamint az elektronika és a gyógyszeripar.
Az elmúlt 20 évben számos gyár költözött az (agglomerációba), mint például Terrassába, Sabadellbe vagy Mataróba. Barcelona Spanyolország legnagyobb pénzügyi központja, ezzel a fővárost, Madridot megelőzve. Sok nemzetközi vállalat található a városban vagy a közelében, köztük említendő a Hewlett-Packard, a Bayer AG, az Air Products, a Sony, a Nestlé, az IBM, a Danone és a Citibank. Barcelona otthont ad nagy spanyol cégeknek is, mint például a katalán La Caixa bank vagy a Chupa Chups.
Barcelona volt az egyik első ipari város Európában. A 18. század végén a textilgyártás még kismértékű volt, de a 19. századra fokozatosan bővült. Mára a textil-piac fontos része a gazdaságnak. Híres katalán márka az Armand Basi, Mango, Camper, Adolfo Domínguez és a Desigual.
A turizmus fontos bevételi forrás, ami 1992 óta rendkívüli mértékben megnövekedett. Manapság a városba mintegy 7 millió turista látogat évente (2010-es adat).
Barcelona a Földközi-tenger egyik legnagyobb és legfontosabb kikötője.

## Közigazgatása

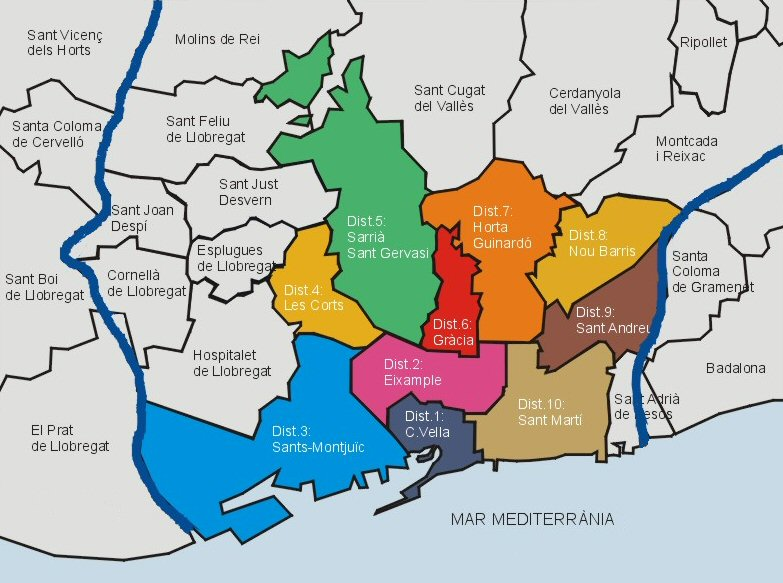
Barcelona kerületei

Barcelona közigazgatásilag 10 kerületre (distrito) osztható. Minden kerület egyúttal önálló politikai egységként is működik. A területi felosztás alapja történeti eredetű. A legtöbb kerület megfelel azoknak a korábban független településeknek, melyeket a 19-20. században csatoltak Barcelonához. A kerületeket városnegyedekre (barrio) osztják.

Kerületek

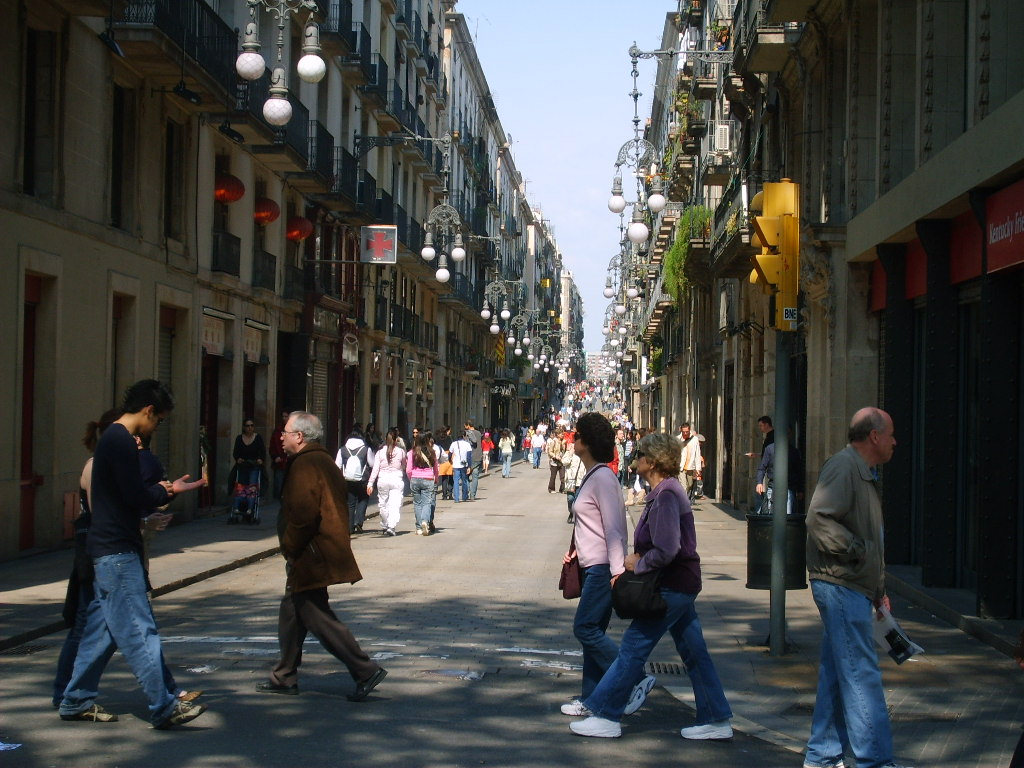
A Gótikus negyed egyik utcája

- Ciutat Vella: Barcelona történelmi központja. Magában foglalja a Gótikus negyedet (Barri Gótic), melyben sok látnivaló és műemlék található. A kerületben sok üzlet és étterem van, éjszakai élete pezsgő. További negyedek: El Raval, La Barceloneta, Barri de la Ribera.
- Eixample: ebben a kerületben élnek a legtöbben. Utcái egyenesek, egymással párhuzamosak, illetve egymásra merőlegesek – ezeken zajos a forgalom. A kerület tele van üzletekkel, éttermekkel, múzeumokkal, és számos park is található itt. Sok modern épület is épült. A kerület egy kis részét "Gayxample"-nak nevezik, mert itt található a meleg vagy leszbikus bárok, szórakozóhelyek nagy része. A környéken pezsgő az éjszakai élet, sok salsa bár nyílt. Negyedek: Sant Antoni, Esquerra de l'Eixample, Dreta de l'Eixample, Barri de la Sagrada Família, Fort Pienc, Sant Anton.
- Sants-Montjuïc: ez a terület magában foglalja a híres Montjuic hegyet. A kerületben – annak ellenére, hogy nem annyira központi helyen van – található Spanyolország leghosszabb utcája (Carretera de Sants). Ezen kívül itt van a város legnagyobb vasúti pályaudvara, az "Estació de Sants". Negyedei: Poble Sec, La Marina, La Font de La Guatlla, La Bordeta, Hostafrancs, Sants, Badal.
- Les Corts: a helybeliek körében népszerű hely. Itt található az FC Barcelona stadionja, a Camp Nou. Negyedei: Les Corts, La Maternitat.
- Sarrià-Sant Gervasi: ez a kerület az Avinguda Diagonal (Diagonal sugárút) "fölött" található. Itt elegáns apartmanok, házak, híres és drága éttermek találhatóak. A Pedralbes negyed hosszú idő óta a leggazdagabb kerület Barcelonában, luxus villák és nagy családi házak épültek itt. Negyedei: Tres Torres, Sarrià, Vallvidrera, Bonanova, Pedralbes, Sant Gervasi, Putxet-Farró, Galvany.
- Gràcia: régebben független település volt, csak később csatolták Barcelonához. A kerület nagy labirintushoz hasonló: nagyon szűk utcái és terei vannak. Nem csak katalán családok élnek itt, hanem külföldi diákok, művészek, cigányok, arabok és még sokan mások. A kerületben pezsgő az éjszakai élet. Negyedei: Vallcarca, El Coll, La Salut, Gràcia, El Camp d'en Grassot.
- Horta-Guinardó: ez a kerület messze van a központtól, hegyvidéki területen fekszik, ezért gyönyörű kilátás nyílik innen Barcelonára. Negyedei: Horta, El Carmel, La Teixonera, El Guinardó (Alt i Baix), La Clota, La Vall D'Hebron, Montbau.
- Nou Barris (katalánul "új környékek"): ez szintén olyan kerület, ami elég messze van a központtól. Negyedei: Can Peguera, Porta, Canyelles, Ciutat Meridiana, Guineueta, Prosperitat, Vallbona, Verdum, Vilapicina, Roquetes, Trinitat Vella, Trinitat Nova, Torre Baró, Torre Llobeta, Turó de la Peira.
- Sant Andreu: ez a kerület – annak ellenére, hogy nagyszabású építkezések történtek itt – megőrizte falusi jellegét. Negyedei: La Sagrera, Congrés, Trinitat Vella, Bon Pastor, Sant Andreu, Navas, Baró de Viver.
- Sant Martí: ez a kerület tengernél található, képe az elmúlt 15 évben jelentősen átalakult. Itt található az olimpiai falu is. Negyedei: Diagonal Mar, Fort Pius, San Martí de Provençals, Poble Nou, La Verneda, El Clot, Vila Olímpica del Poblenou.

### Agglomeráció
Barcelona agglomerációjában (spanyolul: Area Metropolitana) több mint 4 millió ember lakik, a lakosság nagy része itt él. Négy sűrűn lakott területet lehet megkülönböztetni:
- Barcelonés: Barcelonából, Badalonából, L'Hospitaletből, Santa Colomából és Sant Adriából áll. A lakosság ezen a területen több mint kétmillió fő (2006).
- Vallès Occidental: a várostól nyugatra, a Tibidabo hegy mögött található. Ez a terület magában foglalja többek között Terrassát, Sabadellt, Rubít, Sant Cugatot, Barberàt és Cerdanyolat.
- Baix Llobregat: a várostól délnyugatra található, többek között a következőkből áll: Cornellà, Sant Boi, El Prat, Gavà, Sant Feliu, Esplugues, Castelldefels és Viladecans.
- El Maresme: a város északkeleti részénél található, többek között Mataróból, Alellaból, Tianaból, Premià de Marból és El Masnouból áll.

## Politika
A város a demokratikus átmenet óta baloldali vezetés alatt állt, 1979 és 2011 között szocialista vezetésű volt a mindenkori polgármester. 2011 és 2015 között a jobbközép, liberális Katalán Európai Demokratikus Párt jelöltje volt a városvezető.
Barcelona polgármestere 2015 óta Ada Colau, a BComú (Barcelona en Comú, baloldali és öko-pártokból és mozgalmakból a 2015-ös helyhatósági választásokra alakult) párt jelöltje. A polgármester-asszony mögötti pártok, a BComú, az ERC (Katalán Baloldali Republikánus Párt), PSOE és a CUP (Candidatura d'Unitat Popular, katalán szélsőbaloldali párt) a 41 önkormányzati képviselői helyből összesen 21-gyel rendelkeznek.

## Látnivalók

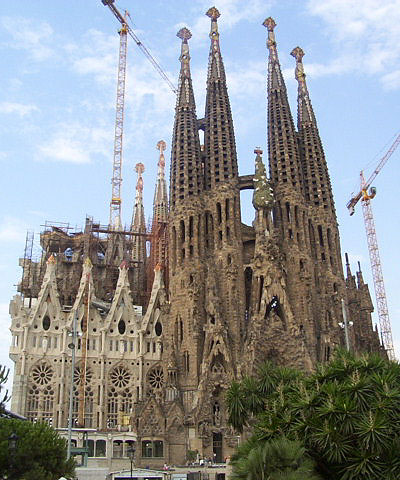
A Sagrada Família templom

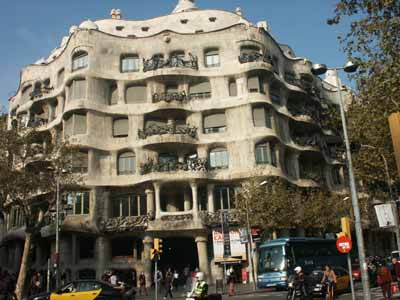
Casa Milà

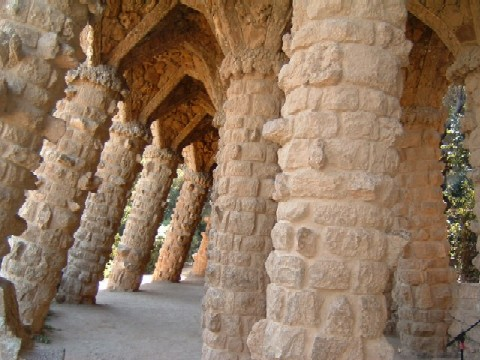
Güell Park

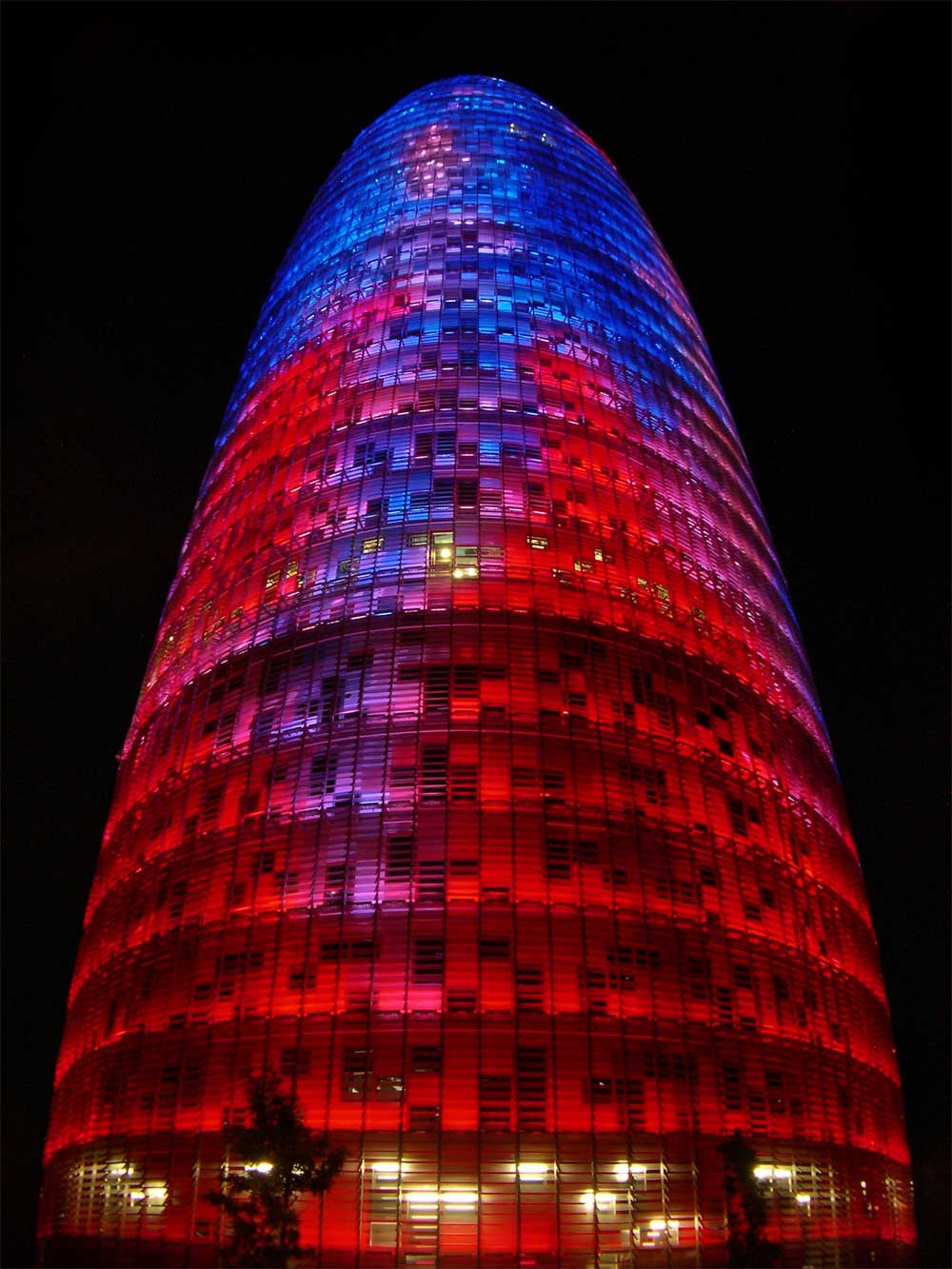
A Torre Glòries, éjszaka a Barça színeiben

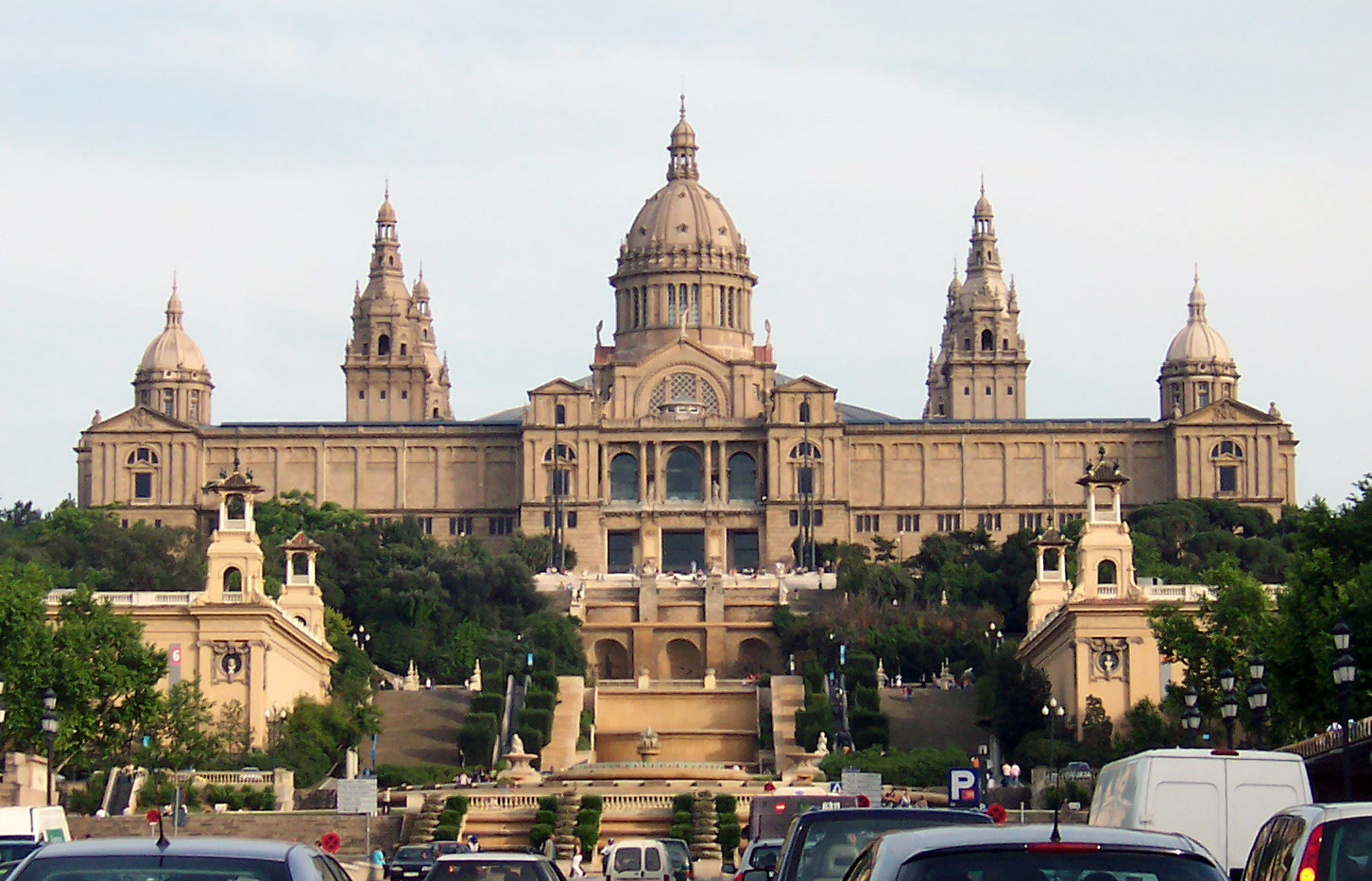
MNAC

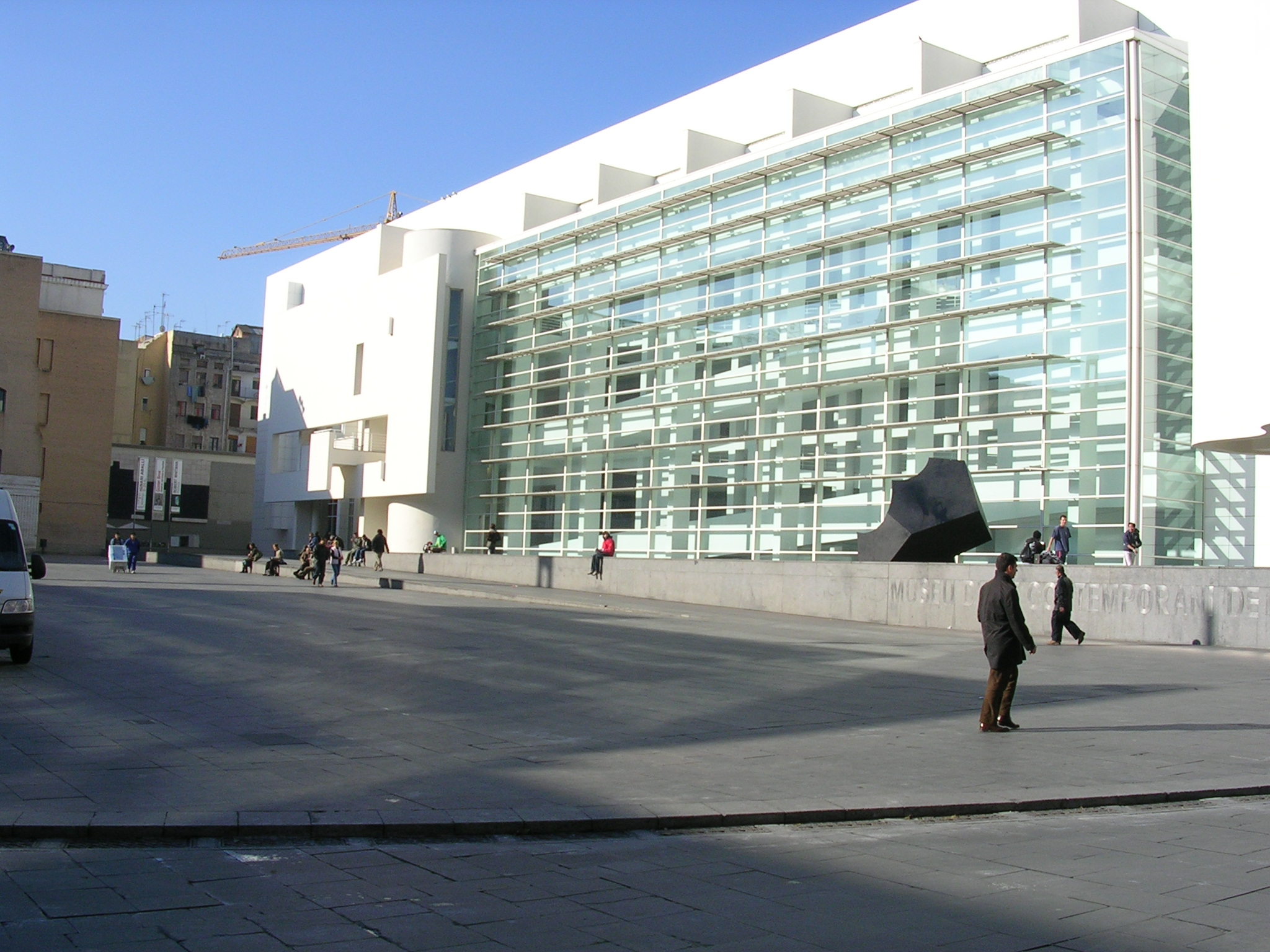
MACBA

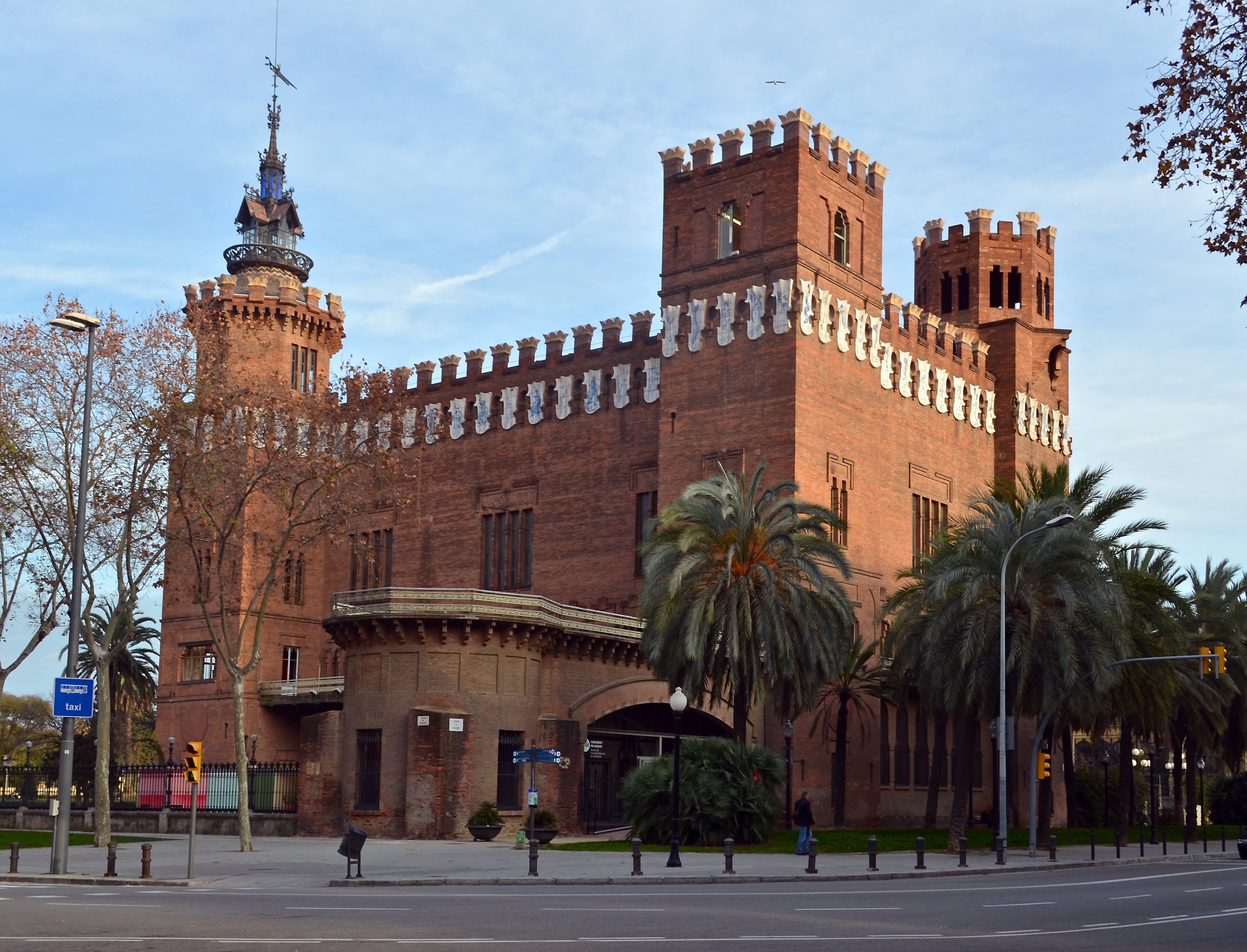
Castell dels Tres Dragons

### Eixample, Gràcia
- Sagrada Família (kat. Temple Expiatori de la Sagrada Familia): 1882–2026 (?), a Szent Család temploma, Gaudí műve. Az UNESCO kulturális világörökség része kriptája és a Születés kapuja.
- Passeig de Gràcia (sp. Paseo de Grácia):
  - Casa Milà: 1906–1910, Gaudí műve, a világörökség része.
  - Casa Batlló: 1904–1906, Gaudí alkotása, a világörökség része.
  - Casa Amattler: 1907, Josep Puig i Cadafalch alkotása.
- Plaça de Catalunya: Eusebi Arnau és Josep María Subirachs szobraival.
- A Katalán Zene Palotája (kat. Palau de la Música Catalana): modernista jellegű épület, a világörökség része.

### Ciutat Vella
- Kikötő (kat. Port Vell): Kolumbusz szobra, Aquarium, Maremagnum, Moll de la Fusta sétánya.
- Ciutadella Park: az 1888–as Világkiállítás helyszíne, benne az Állatkert és a Zoológiai Múzeum.
- Ramblák (kat. Les Rambles, sp. Las Ramblas):
  - A Plaça Reial klasszicista jellegű árkádos tér, mely a Ramblákról nyílik a Három Grácia-szökőkútjával és Gaudí kovácsoltvasból készült lámpáival.
  - Az Operaház (kat. Gran Teatre del Liceu): 1848-ban épült, 3500 fős befogadóképességű színházi épület.
  - A Perui Alkirálynő Palotája (kat. Palau Virreina): barokk polgári épület, benne az Iparművészeti Múzeummal és a Cambó-gyűjteménnyel.
  - Güell-palota (kat. Palau Güell): UNESCO világörökség, 1885–1889 között készült Gaudí tervei szerint, Güell gróf megrendelésére. 1954 óta Színházi Múzeum, jelenleg restaurálás alatt áll.
  - Erotika Múzeuma
  - A kikötői hatóság központi irodájaLa Buqueria gyümölcs – és halpiac.

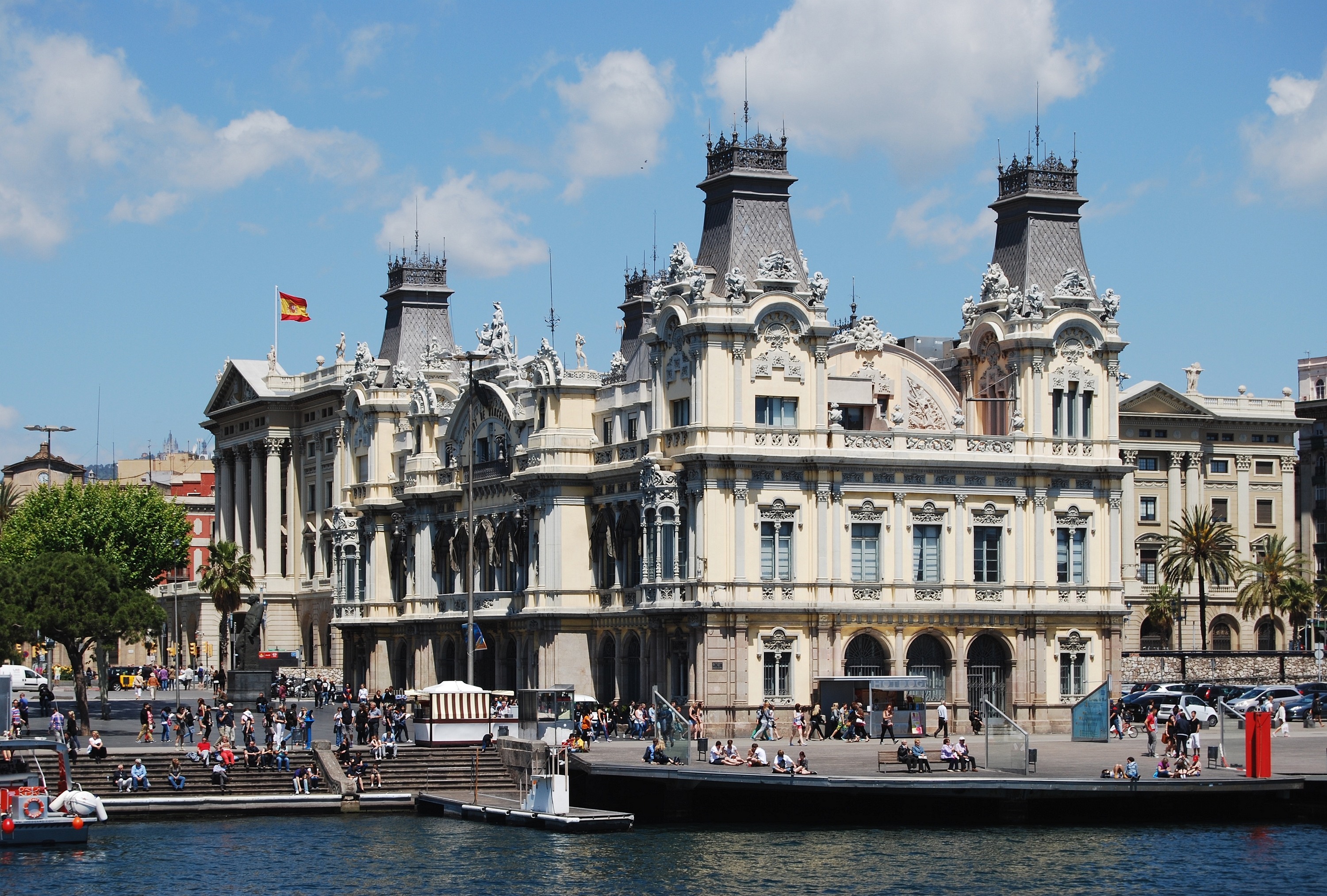
A kikötői hatóság központi irodája

- Gótikus negyed (kat.Barri Gótic, sp. Barrio Gótico): a Mons Taber hegyén, a katedrális körül helyezkedik el.
  - Santa Eulália-katedrális (kat. Catedral de Santa Eulalia)
  - Nagy Királyi Palota (kat. Palau Reial Major)
  - Frederico Marès Múzeum (kat. Museu Frederic Marès, sp. Museo Frederic Marès)
  - Fődiakónus Palotája, ma Levéltár
  - Katalán Kormány székháza (kat. Palau de la Generalitat)

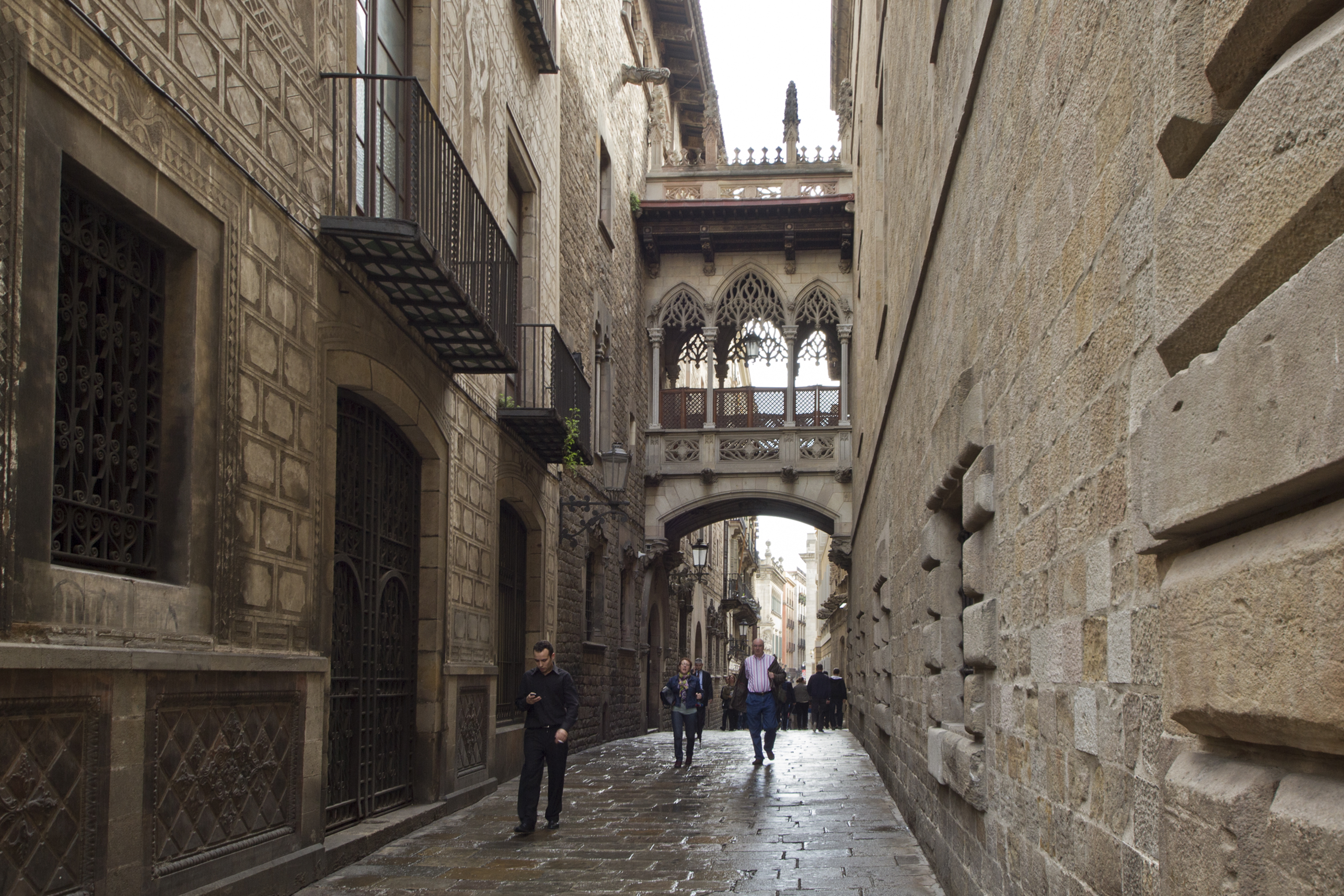
A gótikus negyed

  - A gótikus negyedPicasso-múzeum (kat. Museu Picasso)

### Sants-Montjuïc
- Plaça d'Espanya: az 1929-es Világkiállítás helyszíne, Kongresszusi Központ és kiállítási pavilonok, az egykori Las Arenas bikaviadal aréna, José María Jujol szökőkútja.
- Montjuïc: Olimpiai Ring az Olimpiai Stadionnal (kat. Estadi Olímpic), Joan Míró Alapítvány, Görög Színház, Citadella (kat. Castell de Montjuïc), mely ma Hadtörténeti Múzeum.

### Les Corts
- Camp Nou: az FC Barcelona Stadionja, Francesc Mitjans alkotása.
- Pedralbes-kolostor.

### Nou Barris, Sant Andreu, Sant Martí
- Olimpiai Falu és Olimpiai Kikötő (kat. Port Olímpic)
- Forum 2004: új kongresszusi központ.
- Torre Glòries: 2001–2005, Jean Nouvel alkotása, irodaház a Glòries közlekedési csomópont mellett.

### Parkok
- Montjuïc: A Montjuïc hegyen sok látnivaló található, többek között az 1992-es nyári olimpiára épített Olimpiai Stadion. Fontos kulturális létesítmények: Katalán Nemzeti Múzeum (MNAC), Joan Miró Alapítvány, CaixaFórum, a Hadtörténeti Múzeum és a Fellegvár. A hegy tetejéről gyönyörű kilátás nyílik a tengerre és Barcelonára, ezt libegővel lehet megközelíteni.
- Ciutadella park: Itt tartották az 1888-as vásárt, azóta lett Barcelona híres vásárváros. A parkot a régi várhoz, a Citadellához építették, amit később lebontottak. További épületeket hoztak itt létre, mint például a Katalán Parlament székházát.
- Güell park (Parque Güell): Antoni Gaudí tervezte, Gracia kerületében található.

### Strandok
Barcelonában jelenleg 7 strand található. Ezek közül a legismertebb a Playa de San Sebastián és a Barceloneta.

Barcelonai strandok

### Egyéb
A város melletti Collserolai-hegység egyik csúcsán található a collserolai adótorony, amelyben (115 méteres magasságban) egy kilátó is működik.

## Kultúra

### Ünnepek
Barcelona a spanyol nemzeti ünnepek mellett nagy számú hivatalos helyi ünnepeknek is helyet ad:
- Január 1.: Cap d'Any (Újév)
- Január 6.: Dia de Reis (Vízkereszt, Spanyolországban Háromkirályok ünnepe)
- Február 12.: Festes de Santa Eulàlia (Szent Eulália, Barcelona egyik védőszentjének napja)
- Május 1.: Festa del Treball (A munka ünnepe)
- Június 23/24.: Nit de Sant Joan (Szent Iván éjszakája, nagy ünnepségek és tűzijáték)
- Augusztus 15: Mare de Déu d'Agost (Nagyboldogasszony ünnepe)
- Szeptember 11.: Diada Nacional de Catalunya (a hivatalos katalán nemzeti ünnep)
- Szeptember 24.: Mare de Déu de Mercè (Fogolykiváltó Boldogasszony ünnepe)
- Október 12.: "Fiesta Nacional de España" (hivatalos spanyol nemzeti ünnep)
- November 1.: Tots Sants (Mindenszentek)
- December 6.: Día de la Constitución (A spanyol alkotmány napja)
- December 8.: Día de la Inmaculada Concepción (a Szeplőtelen fogantatás ünnepe)
- December 25.: Nadal (Karácsony)
- December 26.: San Esteban (Szent István vértanú ünnepe, Karácsony második napja) )

### Gasztronómia
Katalóniában, úgy mint Spanyolország többi részén, négyszer étkeznek naponta. A reggeli általában egy erős kávéból áll(cortado), hozzá valami édes járul, például Churros vagy Cañas. Az ebéd, mint a legtöbb mediterrán városban, itt is délután 2-kor van. Sok éttermi látogató eszik a "Menu del Mediodíá"-t, amely magában foglalja előételt, a főételt és a desszertet. A vacsora hétköznap általában este kilenckor kezdődik, hétvégén pedig este 11-kor.
Barcelonában számos étterem van, kezdve a hagyományos mediterrán konyhától a sushin át az egzotikus thai és brazil vendéglátóhelyekig. Különösen Eixampleban, Graciában, El Bornban és Sant Gervasiban találhatóak jó éttermek. Továbbá, Katalónia Európa egyik legnagyobb borvidéke, híres terméke a Penedes, a Priorat és az Alella.

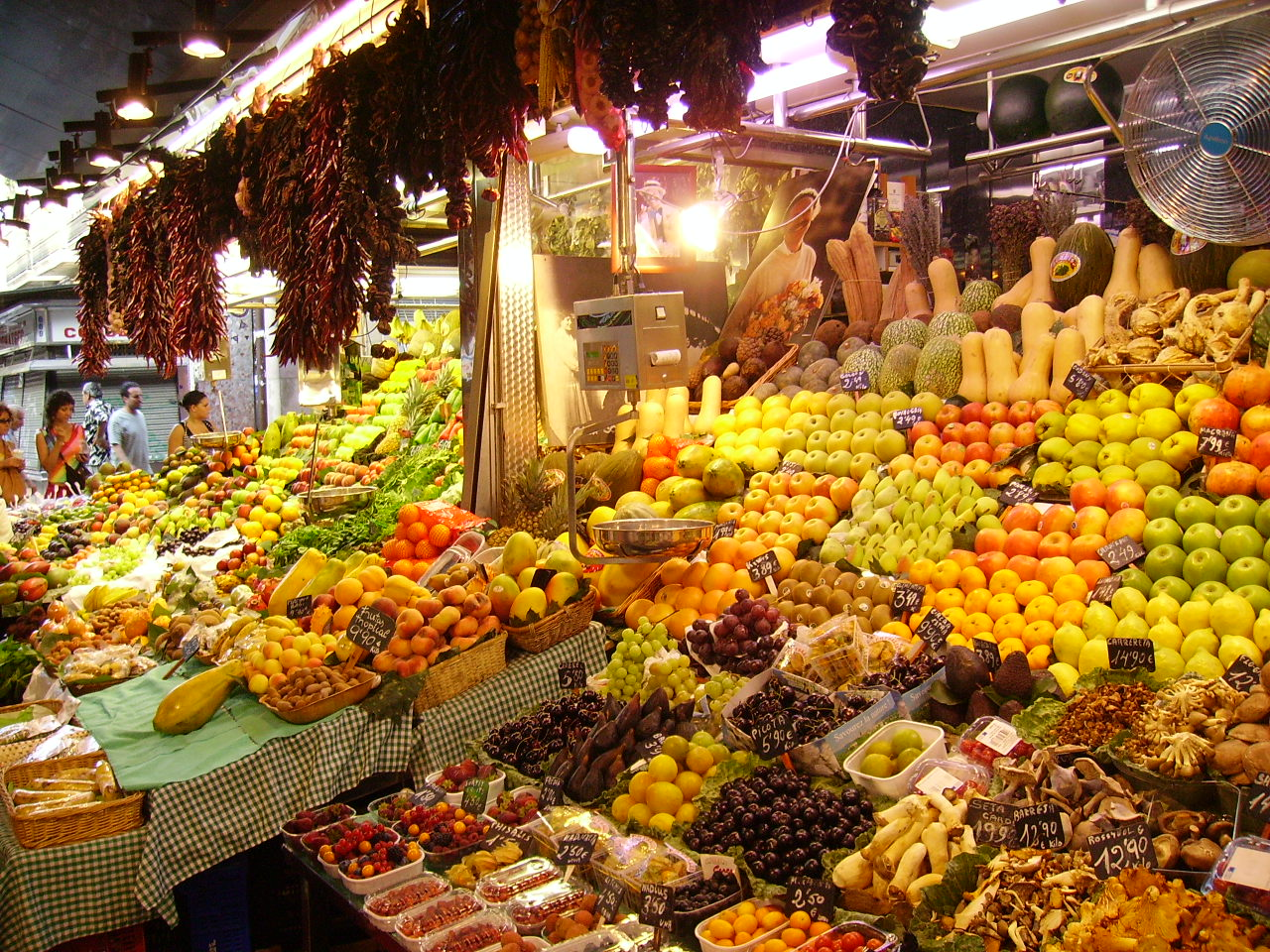
Mercat de la Boqueria piac a La Ramblan

A katalán konyha kifinomult és természetes, kevés köze van a dél-spanyolországi hagyományos konyhához, (Madrid és Andalúzia), illetve Spanyolország északi partjához (Baszkföld, Galicia). A katalán konyha mediterrán jellegű, hasonló az olasz és a francia konyhához. A fő összetevők helyi termékek, mint például az olívaolaj, a hal, a hüvelyesek, a fokhagyma, a rizs, tenger gyümölcsei és a Földközi-tenger térségében termő számos zöldség, mint például a cukkini, a padlizsán, a paprika, a paradicsom és vöröshagyma.
Katalán ételek:
- Escalivada: grillezett zöldségek (paprika, paradicsom, padlizsán, cukkini), sok olívaolajjal és ecettel.
- Aioli: fokhagyma majonézzel
- Pa amb tomàquet: kenyér (Xapata), paradicsommal, fokhagymával és olívaolajjal
- Crema catalana: a créme brulée katalán változata
- Paella: hagyományos valenciai étel (rizs, sáfrány, szárított paprika, különböző tenger gyümölcsei). Egy tipikus katalán változat szerint a puha rizst egy edényben tintahallal kell felszolgálni, így fekete (negre) színű lesz.

Barcelonában több mint 25 piac van, melyek öt vagy hat napon át vannak nyitva. A legnagyobb ezek közül a Mercat de la Boqueria a La Ramblán. Ez a piac állítólag a legszélesebb választékot kínálja a friss termékekből Európában. Itt egész évben nagy mennyiségű friss hal, tenger gyümölcsei, tintahal, rák, homár és kagyló van. Októberben sok gombát árulnak, melyet Barcelona környékén szedtek.

### Média
A legolvasottabb napilap a La Vanguardia – spanyol nemzeti napilap – melynek székhelye Barcelonában van. A város rendelkezik számos saját, népszerű és ingyenes újsággal is, köztük megemlítendő a 20Minutos vagy a Que.

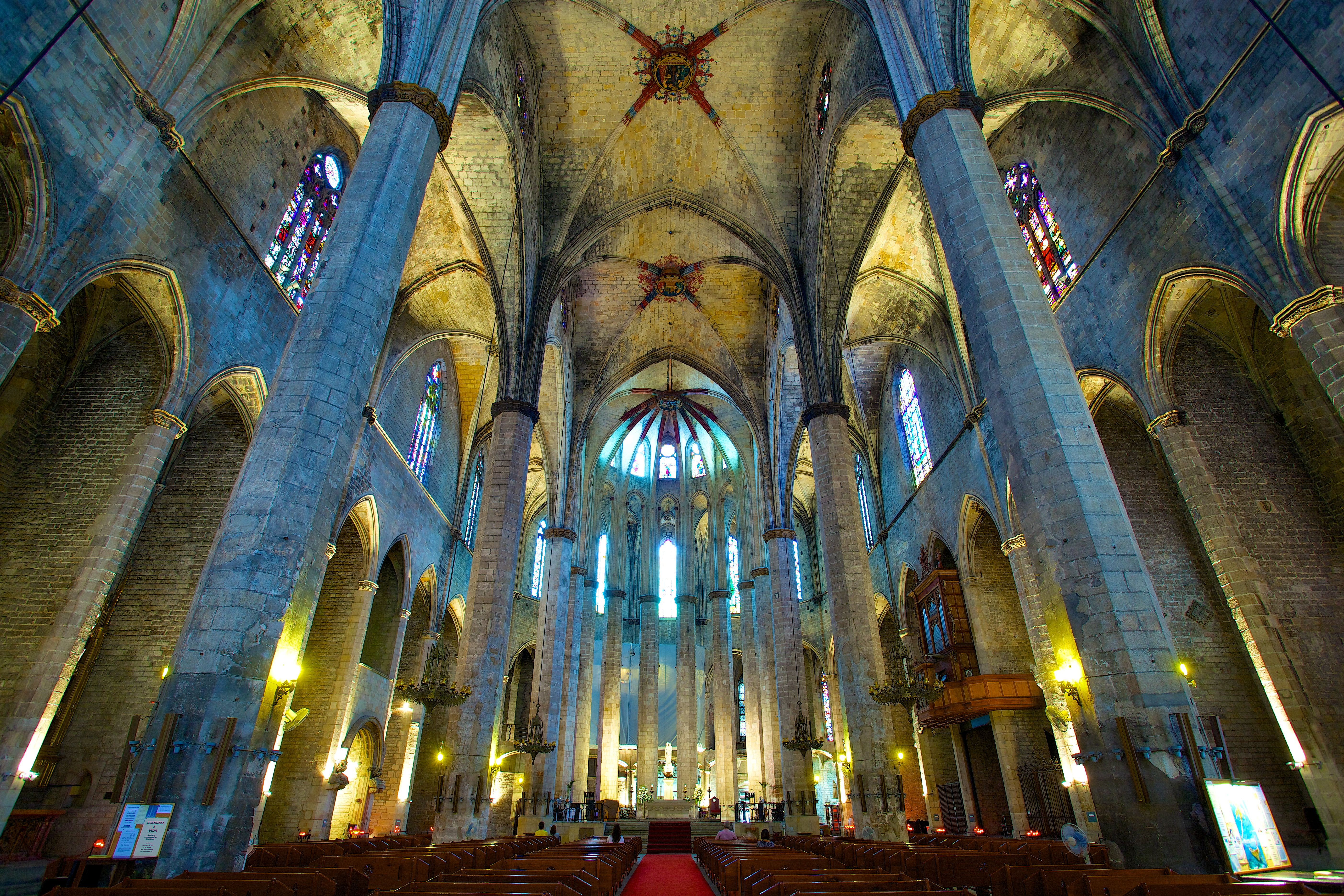
A Santa Maria del Mar templom beseje

Barcelonában két helyi televízió is van (BTV és TD8). A város számos rádióadóval rendelkezik.

### Oktatás
Barcelonában van Spanyolország legnagyobb oktatási központja. A legfontosabb egyeteme az "Universitat de Barcelona". Ezen kívül népszerű még az Universitat Autònoma de Barcelona (UAB), az Universitat Politècnica de Catalunya, az Universitat Internacional de Catalunya és az Universitat Pompeu i Fabra. Ezenkívül vannak magánegyetemek is, mint például az "ESADE" és az Toulouse Business School, a Barcelonai Európai Üzleti Iskola és az Universitat Ramon Llull.

### Vásárlás
Barcelona Európa egyik legnagyobb kereskedelmi központja. Sok bevásárlóközpont van a Gótikus negyedben, El Bornban, Eixampleban és Graciában. Még a távolabbi városrészekben is, mint Sarrià-Sant Gervasi, Sant Andreu, Sants és Les Corts rengeteg üzlet várja a vásárlókat.
A Gótikus negyedben kisebb bolt található, mint például kerámia, spanyol és olasz elegáns ruhák, bőrkabátok, giccses emléktárgyak szakboltjai. Ugyanez vonatkozik El Born kerületre is. Az Avinguda Portal de l'Angel-n (magyarul: Portal de l'Angel sugárúton) nagy spanyol üzletláncok találhatóak, mint a Zara vagy a Mango. A Rambla de Catalunyán sok divatos és olcsó cipőüzlet van, a Placa de Catalunyán pedig egy neves áruház, az El Corte Inglés foglal helyet, amely legfelső emeletéről kilátás nyílik a térre és Passeig de Graciára.
Barcelonában található Európa egyik legnagyobb piaca, a Mercat de la Boqueria.

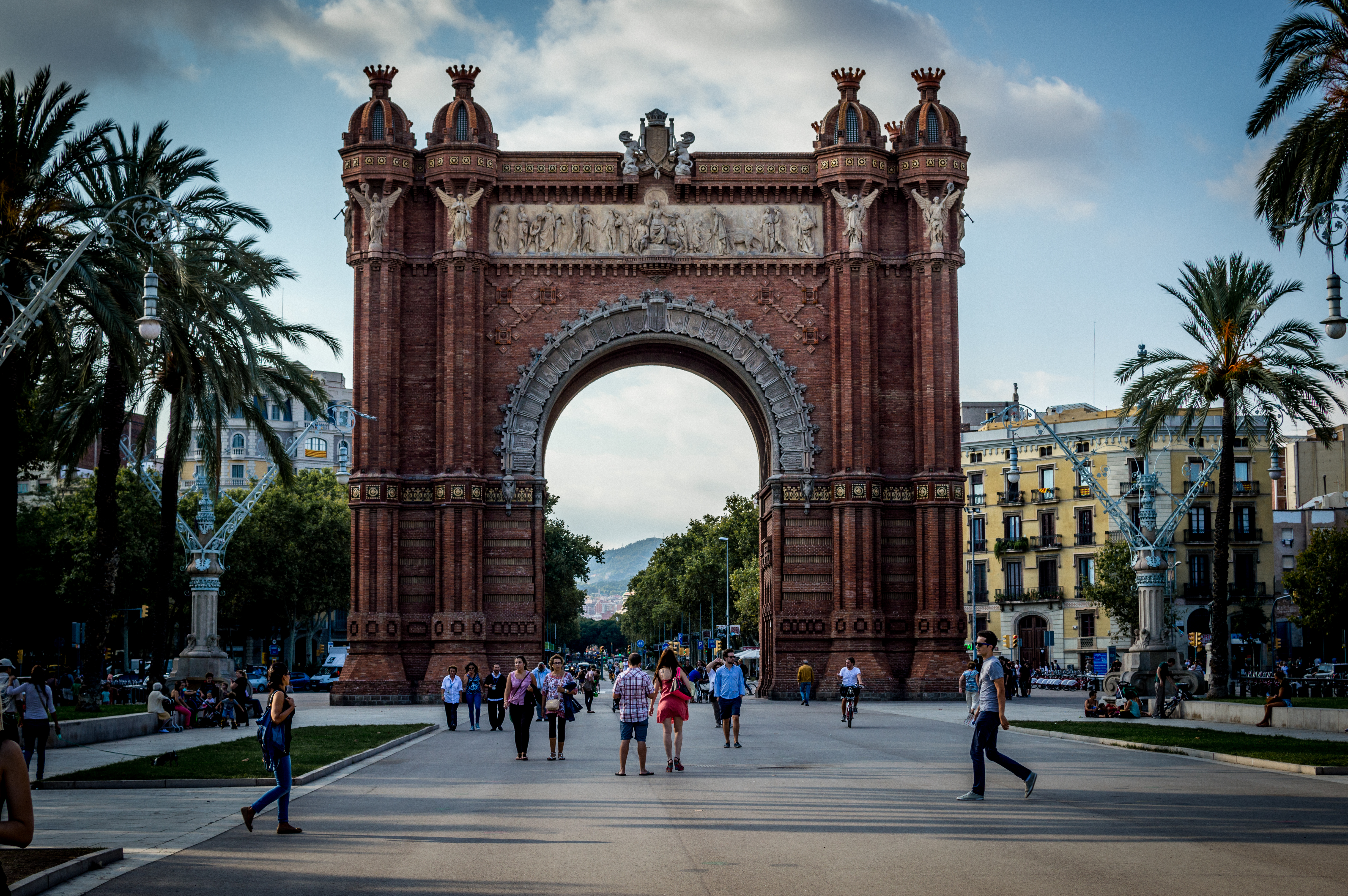
A barcelonai diadalív

A nagyobb áruházak a hét hat napján, általában 10:00-21:00 vagy 22:00 között vannak nyitva. Szinte minden kisebb üzlet bezár délután a spanyol szieszta idejére, ami 14:00 és 16:00 közé esik.

### Múzeumok
- Katalán Nemzeti Múzeum (kat. Museu Nacional d'Art de Catalunya, sp. Museo Nacional de Arte de Cataluña), rövidítve: MNAC, a világ egyik leggazdagabb román kori gyűjteménye, a Montjuic-on.
- Kortárs Művészetek Múzeuma (kat. Museu d'Art Contemporani de Barcelona, sp. Museo de Arte Contemporáneo de Barcelona), rövidítve: MACBA, a városközpontban.
- A Kortárs Kultúra Központja (kat. Centre de Cultura Contemporània de Barcelona, sp. Centro de Cultura Contemporánea de Barcelona), rövidítve: CCCB, a Raval városrészben.
- Joan Míró Alapítvány (kat. Fundació Joan Miró, sp. Fundación Joan Miró), a katalán festő remekeivel, a Montjuic–on.
- Picasso Múzeum (kat. Museu Picasso, sp. Museo Picasso de Barcelona), Picasso korai műveinek gyűjteménye a városközpontban.
- Antoni Tápies Alapítvány (kat. Fundació Antoni Tápies, sp. Fundación Antoni Tàpies), a festő alapítványi múzeuma az Eixample–n.
- Tudományos Múzeum (kat. Museu de la Ciència i de la Tècnica de Catalunya, sp. Museo de la Ciencia), jelenleg új néven: "CosmoCaixa", a Tibidabo lábánál.
- Barcelonai Történeti Múzeum (kat. Museu d'Història de la Ciutat), a Barceloneta negyedben, a kikötőben.

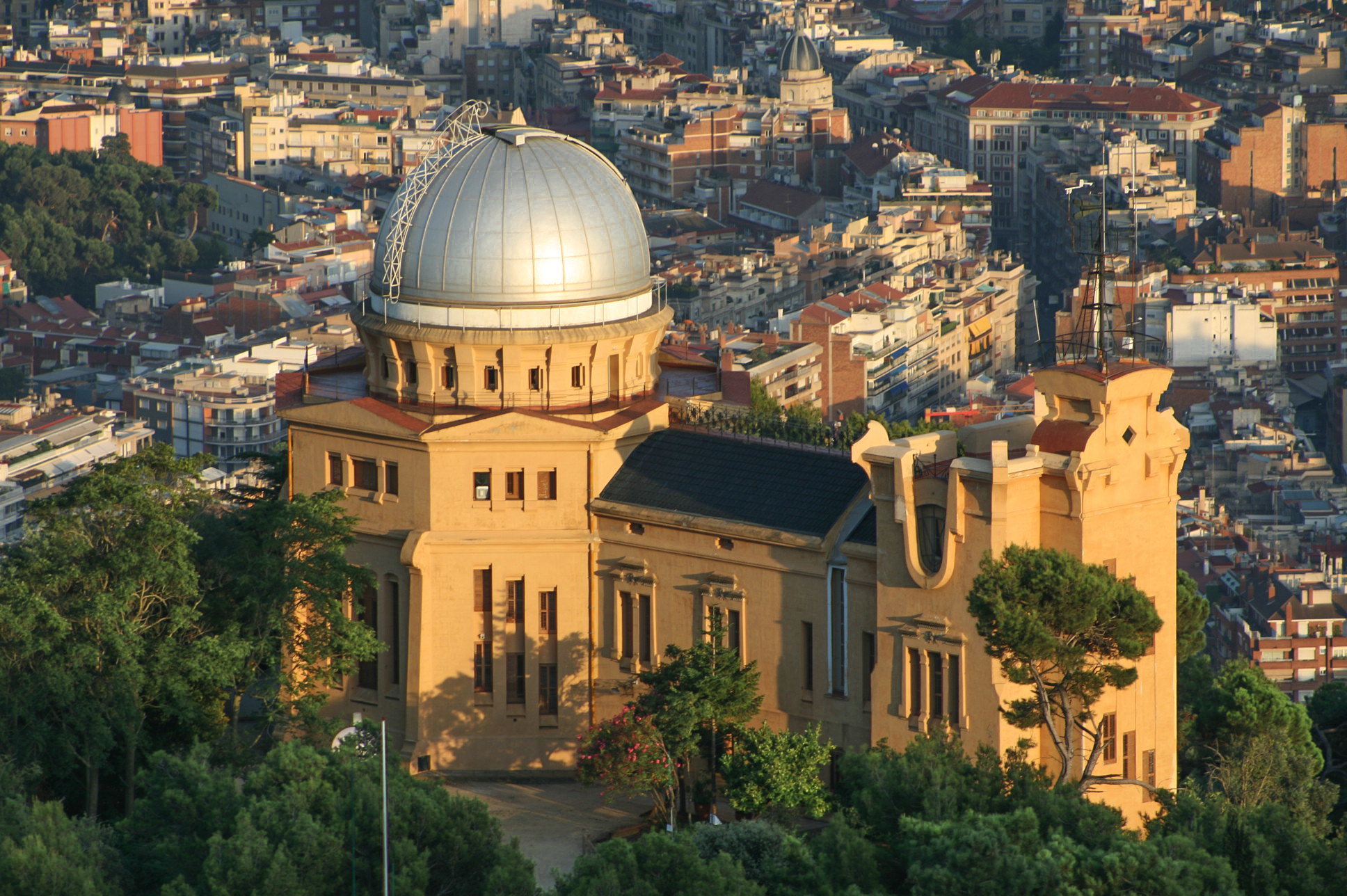
Observatori Fabra

- Observatori FabraPoble Espanyol, Spanyolország építészetét bemutató falumúzeum

### Színházak és filmszínházak
A kulturális élet egyik központja az Avenida del Paralelo (kat. Avinguda Paralel), ahol a színpadi élet koncentrálódott, egyik legnevesebb épülete az "El Molino", a katalán Moule Rouge volt (2006 nyarán lebontották).
Barcelona rangos színpadai jelenleg a következők:
- Gran Teatre del Liceu, a tulajdonképpeni operaház, a Ramblákon áll.
- Teatre Nacional de Catalunya, a Katalán Nemzeti Színház, klasszikus előadásokat mutat be.
- Teatre Grec, a görög színház a Montjuic-on.
- Teatre Lliure, szabadtéri színpad, a legextrémebb, legvagánsabb darabok bemutatóit rendezik itt.

Az Eixample és a Ciutat Vella területén több színház is koncentrálódott, ezek a következők: Teatro Condal, Teatro Poliorama, Teatro Romea, Teatro Victoria, és az El Mercat de les Flors, ahol főleg zenei darabokat, komédiákat láthatnak nézői.
A hagyományos színház mellett mozikat is találunk nagy számban a fővárosban: Filmoteca de la Generalidad de Cataluña, Verdi Mozi, Méliès Mozi stb.

## Sport
Az FC Barcelona Spanyolország egyik világhírű labdarúgócsapata. A klub a spanyol labdarúgó-bajnokság kezdetétől megszakítás nélkül részt vesz az első osztály bajnoki küzdelmeiben. Az egyesületet 1899. november 29-én alapította a svájci Hans Gamper. Az FC Barcelona előbb a katalán regionális bajnokságban és a spanyol labdarúgókupában, később pedig az 1928-ban megalakított egységes spanyol labdarúgó-bajnokságban és a nemzetközi kupákban vált a spanyol, valamint a nemzetközi labdarúgás egyik legmeghatározóbb egyesületévé.
Barcelona második leghíresebb csapata az Real Club Deportivo Español, röviden RCD Espanyol. Saját stadionja is van, melyet Estadi Cornellà-El Prat-nak hívnak. 1997-től 2009-ig a klub hazai mérkőzéseit az Olimpiai Stadionban játszották ami a Montjuïc-hegyen található.

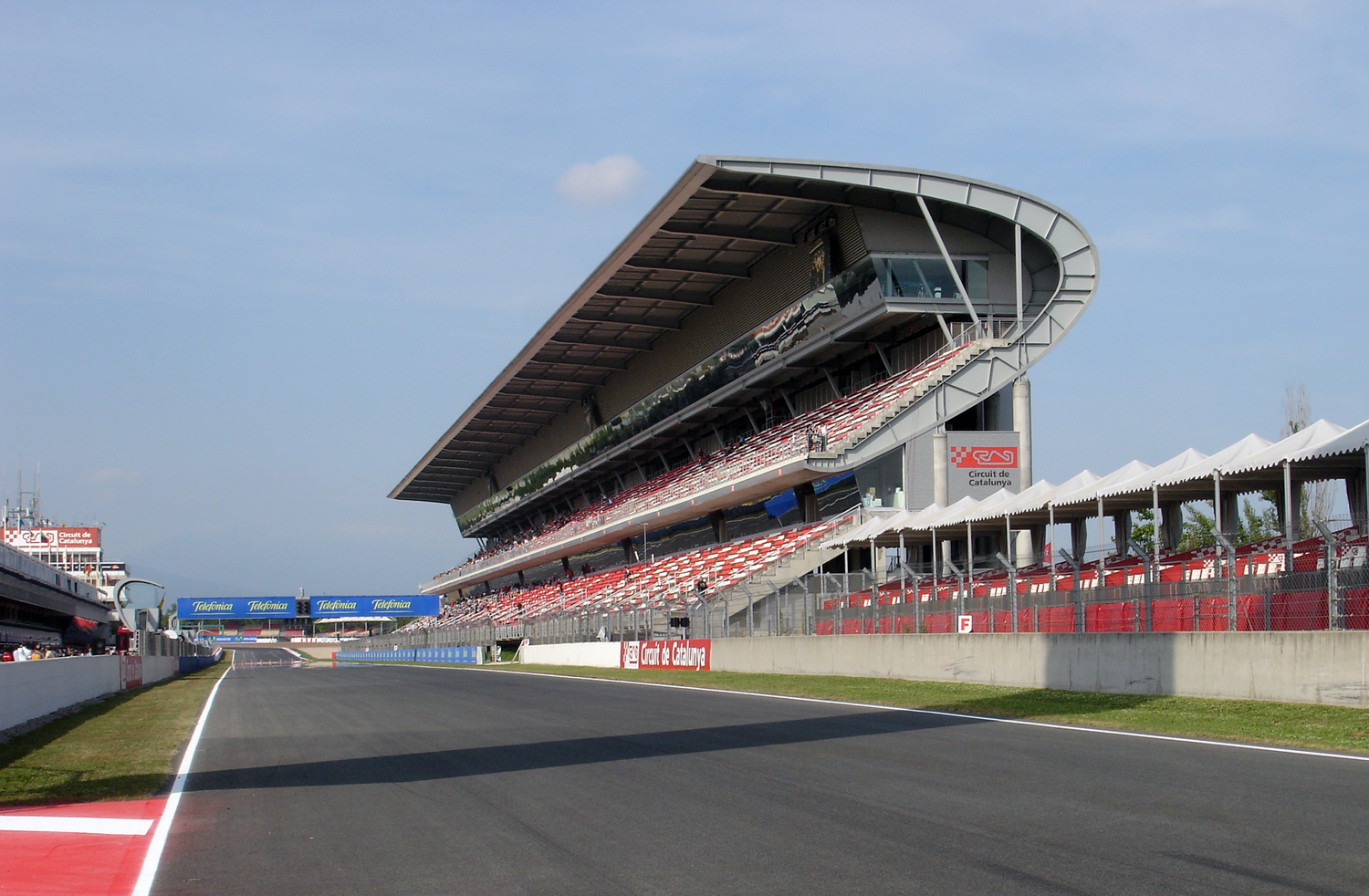
A Circuit de Catalunya versenypálya

Barcelona sportos város. A strandok és a parkok gyakran tele vannak kocogókkal, korcsolyázókkal és kerékpárosokkal. Minden év április-májusában Formula–1-es nagydíjat rendeznek Montmelóban, Barcelonától nem messze.

### Olimpiai város

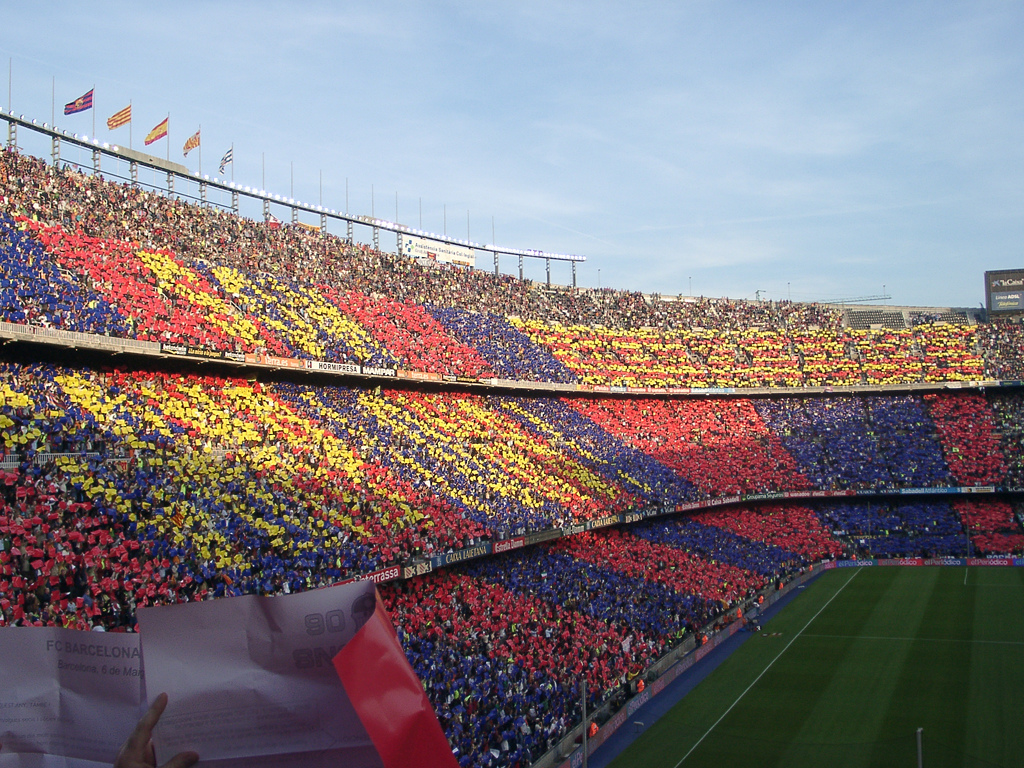
Camp Nou, pálya és lelátó

Barcelona az 1992. évi nyári olimpiai játékok (XXV.) színhelye volt. A rendezvény a városban négy helyszínen zajlott mintegy 168 ország részvételével. A fő helyszín a Montjuïc hegy volt, ahol kiépült az Anilla Olimpica, azaz Olimpiai Ring az egykori olimpiára szánt stadion felújításával. Ugyanezen a helyen áll még a Szent György Sportpalota (kat. Palau Sant Jordí) és a Picornell Sportuszoda is, több más sportpálya kíséretében.

## Közlekedés

### Tömegközlekedés

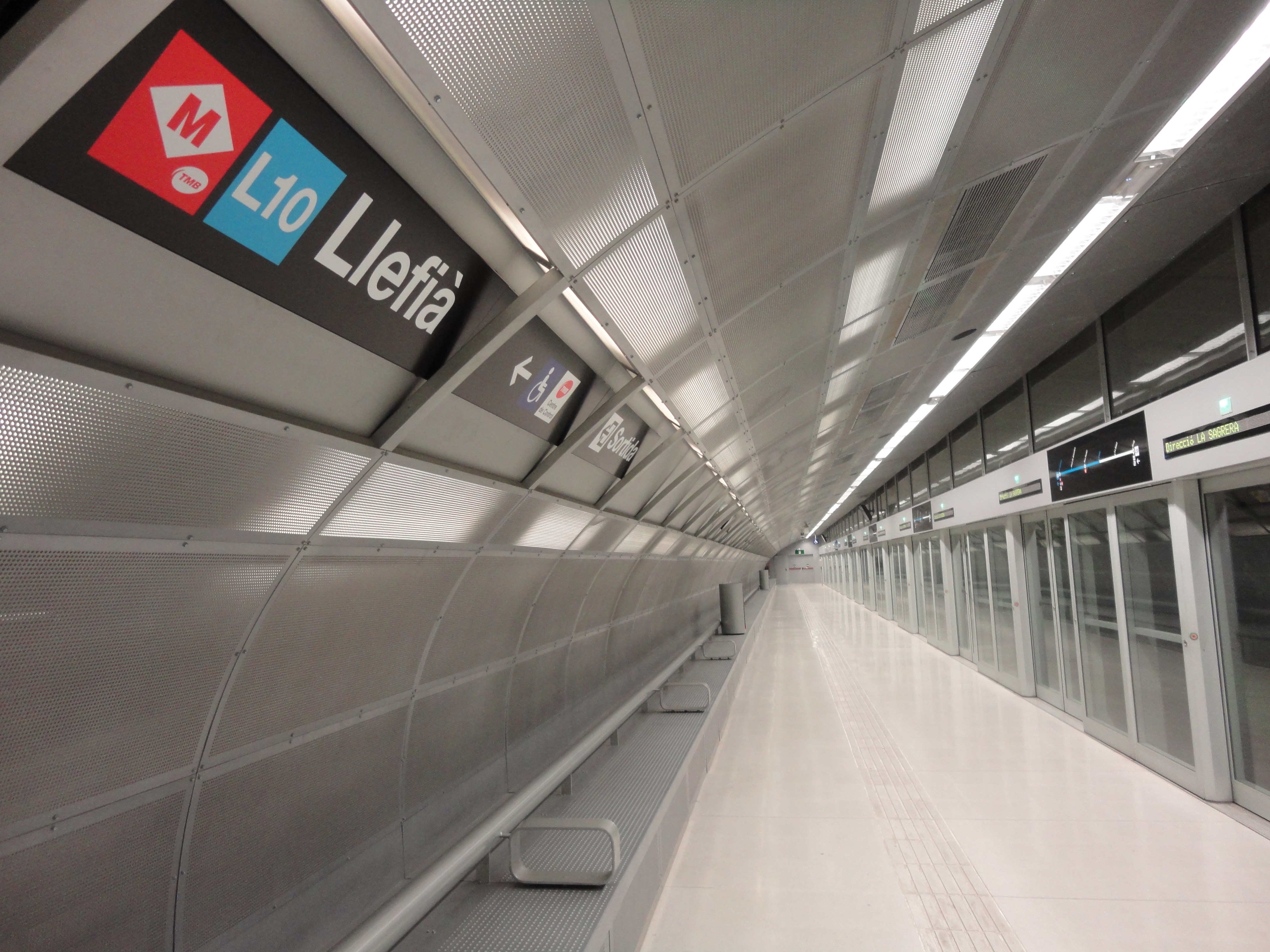
Modern metróállomás

#### Metró
Barcelona kiterjedt tömegközlekedési hálózattal rendelkezik. Mintegy 130 autóbuszjárat, 40 éjszakai buszjárat, 4 villamosvonal és 11 metróvonal van a városban. A magyar HÉV-ekhez hasonlóan Barcelonát és az agglomerációját több elővárosi vasút köti össze. A taxik sárga-feketék, ezek különösen népszerűek az éjszakai közlekedésben.
A metróhálózatot folyamatosan bővítik. Legutóbb az L9-es és az L10-es metróvonal volt építés alatt, elkészültük után közös szakaszuk körülbelül 50 km-es lett és 52 állomással rendelkezik – így ez lett Európa leghosszabb metróvonala. 2010-ben adták át az említett metróvonalak első részeit.

#### Autóbusz
A legnagyobb belföldi és nemzetközi buszpályaudvar az Estació del Nord. Ide érkezik és innen indul a busz a Girona–Costa Brava nemzetközi repülőtérre, közvetlen közelében van a metró L1 vonalának Arc de Triomf állomása. A regionális buszok elsősorban a Plaça de Catalunya és a Plaça Urquinaona buszállomásokról indulnak és érkeznek.

### Vasúti közlekedés
Barcelonában több vasútállomás is található. A legfontosabb közülük az Estació de Barcelona Sants, innen indulnak Spanyolország minden részébe a belföldi vonatok. Az Estació de França állomásról nemzetközi vonatok indulnak Párizsba, Zürichbe, Milánóba, Montpellierbe.
Az agglomerációban lévő településeket elővárosi vonatokkal (katalánul rodalia, spanyolul cercanía) lehet megközelíteni, melyek hasonlóak a magyar HÉV-ekhez. A vonalakat két társaság, a Ferrocarrils de la Generalitat de Catalunya (FGC) és a Renfe Operadora által üzemeltetett Rodalies de Catalunya üzemelteti. A Rodalies de Catalunya (2010 előtt Rodalies de Barcelona) vonatai az alábbi, föld alatti állomásokról indulnak: Passeig de Gràcia, Plaça de Catalunya, Clot, Sant Andreu Comtal és Arc de Triomf. E hálózatok is részét képezik a katalán főváros integrált (elővárosi vonat, autóbusz, villamos, metró) közlekedési rendszerének.
Sants állomásról indulnak a spanyol nagysebességű vonatok (AVE), amelyekkel többek között Zaragozába, Madridba és Sevillába lehet utazni. Madrid és Barcelona között napi 11 vonatpár közlekedik, a menetidő 2 óra és 38 perc. Emellett 15 olyan vonat is jár, ami több helyen is megáll, így több az utazási idő.

### Repülőtér
Barcelona saját nemzetközi repülőtérrel rendelkezik, mintegy 15 km-re a városközponttól.
A repülőteret autóval, taxival, városi autóbuszvonalakon (46, L77, L99, PR1, N16, N17), mikrobusz-járatokkal és elővárosi vonattal lehet megközelíteni. Frekventált kapcsolat az Aeorobus, melynek A1, illetve A2 vonala a T1, illetve T2 terminált köti össze a Plaça de Catalunya központi térrel, metróállomással. A tömegközlekedés gyors eszköze az R2-es elővárosi vonat, mely a belvárosi Passeig de Gràcia metró-csomóponttal, illetve az Estació de Sants) és az Estació de França vasúti pályaudvarokkal teremt kapcsolatot. A metró elővárosokat érintő L9-es vonala a tervek szerint 2016-ban éri el a repülőteret, a belvároson áthaladó L2-es vonalnak a repülőtérig történő meghosszabbítását bizonytalan időre elhalasztották.
Az új terminál építésekor 11 000 parkolót létesítettek. A repülőteret az L2-es vonal tervezett meghosszabbítását követően metróval is meg lehet majd közelíteni.
Barcelonától mintegy 100 km-re található Reusban és Gironában is repülőtér.

## Híres emberek

### Építészek
- Antoni Gaudí i Cornet (Reus, 1852. június 25. – Barcelona, 1926. június 10.), katalán építész és szobrászművész
- Lluís Domènech i Montaner (1850–1923), katalán építész
- Josep Puig i Cadafalch (1867, Mataró-1953, Barcelona), katalán építész
- Josep Maria Jujol (Josep Maria Jujol i Gibert), (1879, Tarragona-1949, Barcelona), katalán építész
- Josep Maria Pericas, katalán építész
- Joan Rubió i Bellver (Reus, 1870. április 24. – Barcelona, 1952. november 30.), katalán építész
- Enric Sagnier i Villavecchia (Barcelona, 1858-Barcelona, 1931), katalán építész
- Salvador Valeri i Pupurull (Barcelona, 1873–1954), katalán építész
- José Vilaseca i Casanovas (Barcelona 1848–1910), katalán építész
- Francesc Mitjans i Miró (1909, Barcelona), katalán építész
- Iszozaki Arata (1931), japán építész
- Josep Lluís Sert i López, (Barcelona, 1902. július 1. – Barcelona, 1983. március 15.), katalán építész

### Szobrászművészek
- Eusebi Arnau i Mascot (Barcelona, 1864–1933), katalán szobrászművész.
- Josep Llimona i Bruguera (Barcelona, 1864- Barcelona, 1934), katalán szobrászművész.
- Josep María Subirachs (Barcelona, 1927. március 11.), szobrász- és festőművész.

### Festőművészek
- Ramón Casas i Carbó (Barcelona, 1866. január 4. – 1932. február 29.) katalán festőművész és grafikus
- Santiago Rusinol festőművész és író
- Josep Triadó i Mayol (Barcelona, 1870–1929), katalán festőművész
- Antoni Tápies i Puig (Barcelona, 1923.december 13.*), katalán festő- és szobrászművész
- Joan Miró i Ferrà (Barcelona, 1893. április 20. – Palma de Mallorca, 1983. december 25.); katalán festőművész, grafikus és keramikus
- Josep Maria Sert y Badía (Barcelona, 1876–1945), katalán festőművész.

### Előadóművészek
- José Carreras (Josep Maria Carreras i Coll), (Barcelona, 1946. december 5.) operaénekes, tenor
- Montserrat Caballé (Maria de Montserrat Viviana Concepción Caballé i Folc), (Barcelona, 1933.) opera-énekesnő, szoprán
- Álvaro Soler (Barcelona, 1991. január 9.) popénekes, zeneszerző

### Más híres emberek
- Andreas Friz teológiai doktor, jezsuita rendi pap, tanár (1711–1790)
- Xavier Rubert de Ventós (1939–) katalán filozófus, politikus Barcelonában született, él és tanít
- Gerard Piqué (1987–) katalán labdarúgó, hátvéd, az FC Barcelona játékosa.
- Lionel Messi (1987-) argentin labdarúgó, csatár, az FC Barcelona volt játékosa

## Galéria

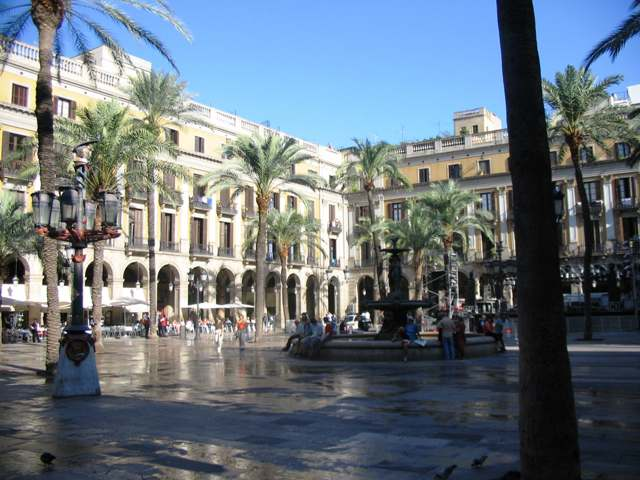
Plaça Reial.
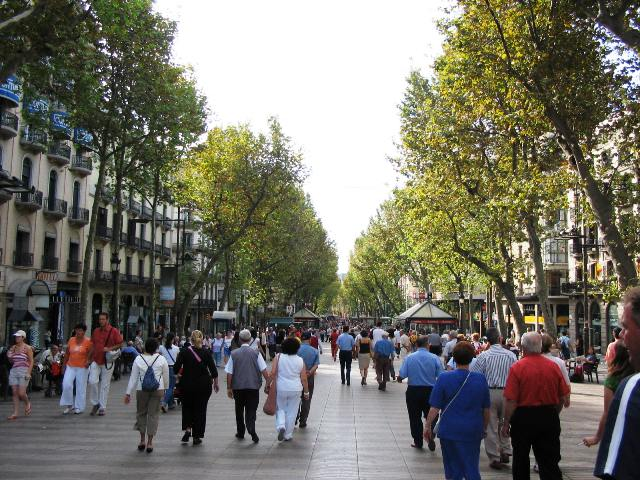
La Rambla.
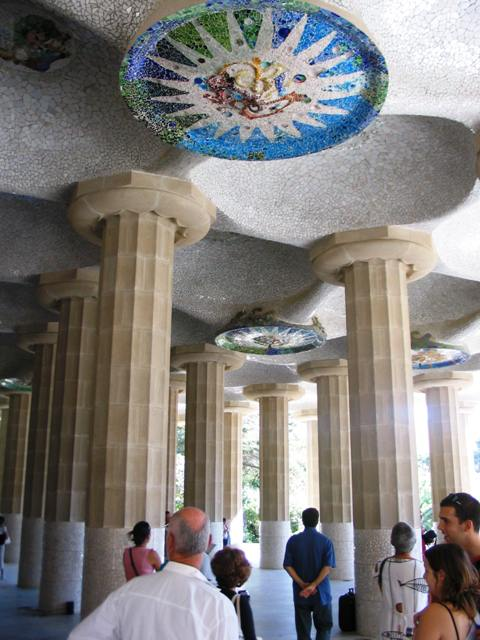
Güell-park (Parc Güell).
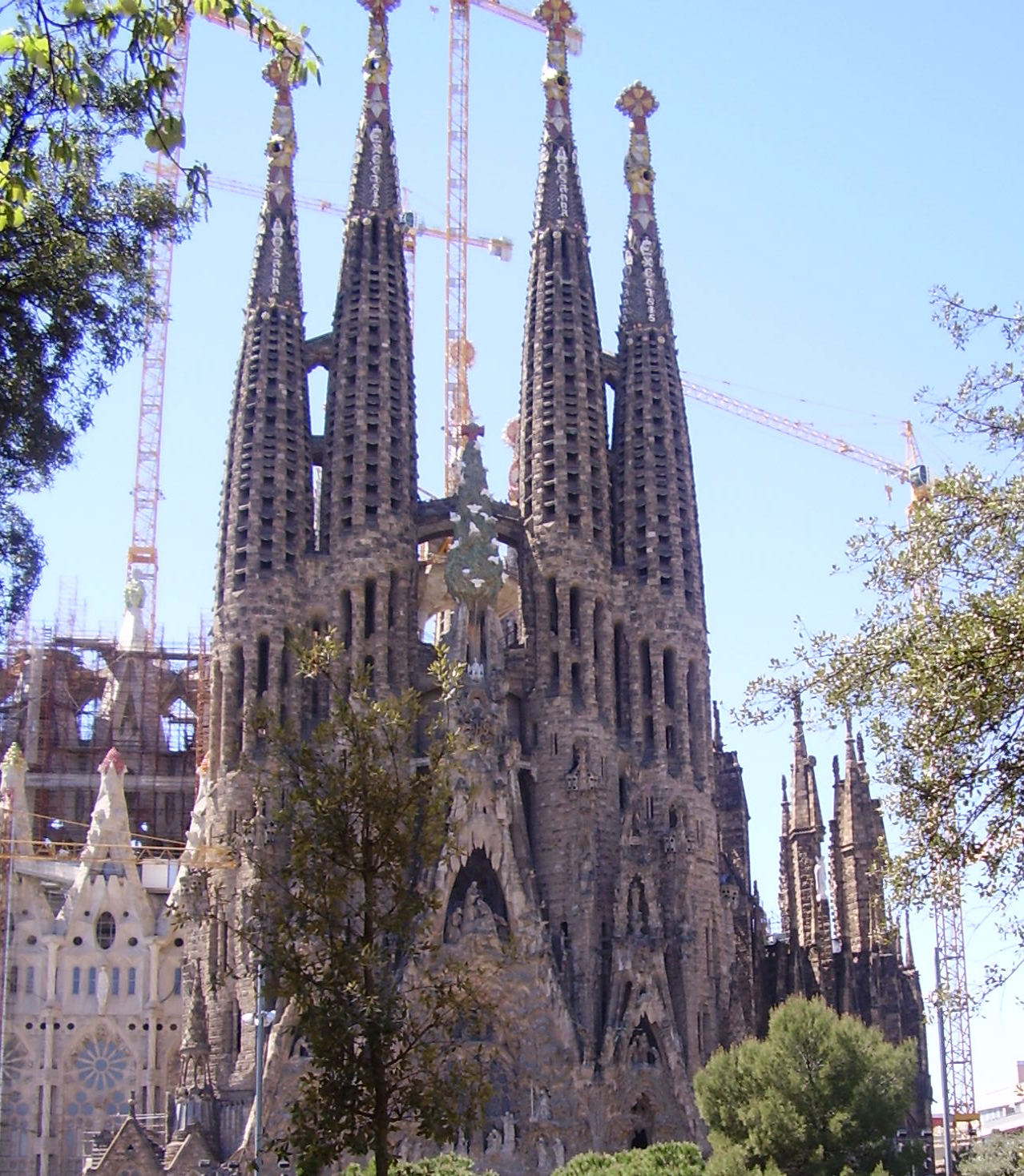
Sagrada Familia, Születés kapuja (Façana del Naixement de la Sagrada Família)
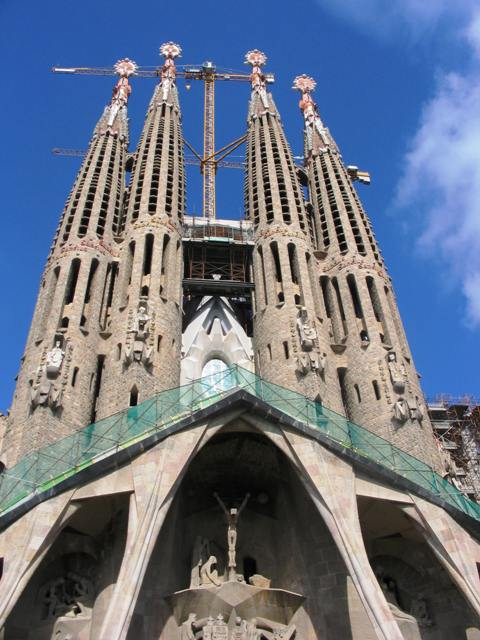
Sagrada Familia, Szenvedés kapuja, (Façana de la Passió de la Sagrada Família.)
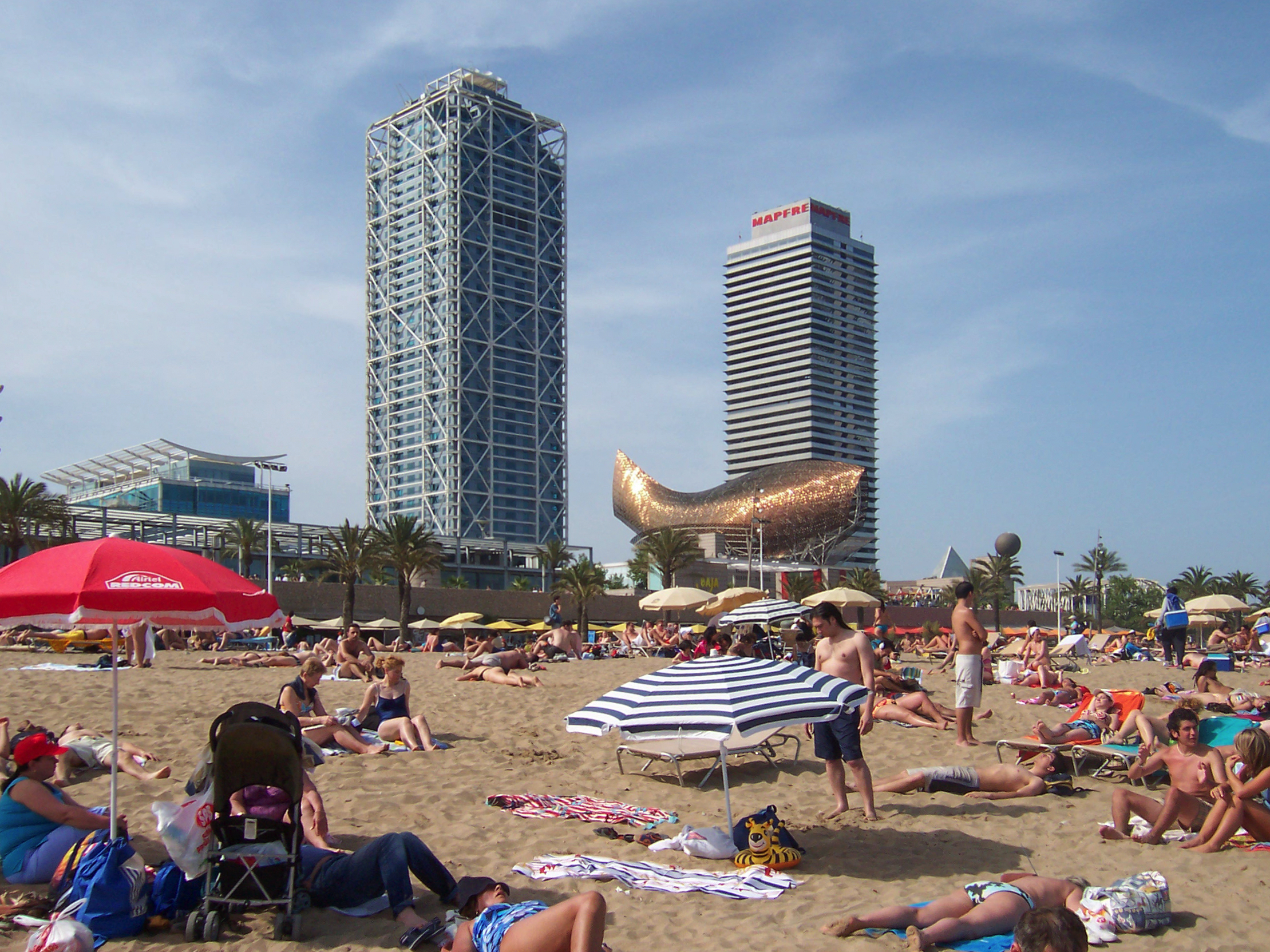
Barcelona strandja (Platja de la Barceloneta)
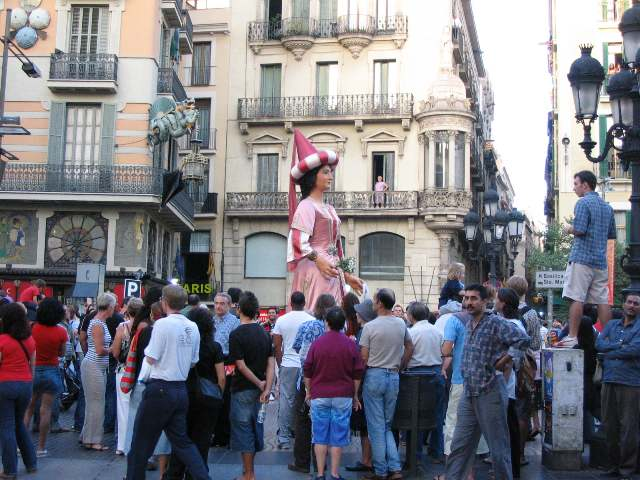
Mercé ünnepe (Festes de la Mercè).
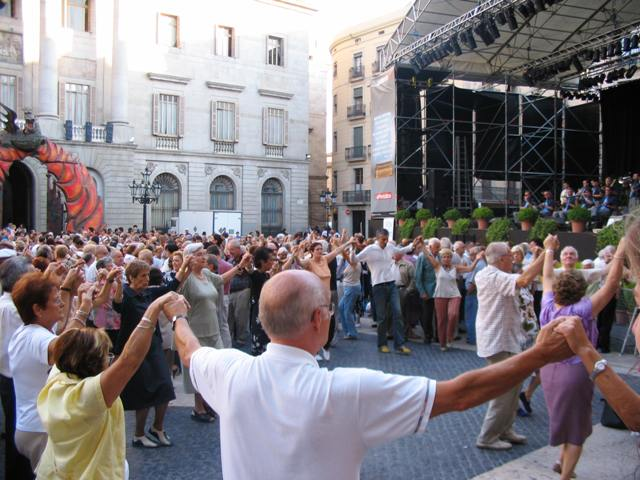
Sardana-bál (Ball de la Sardana).
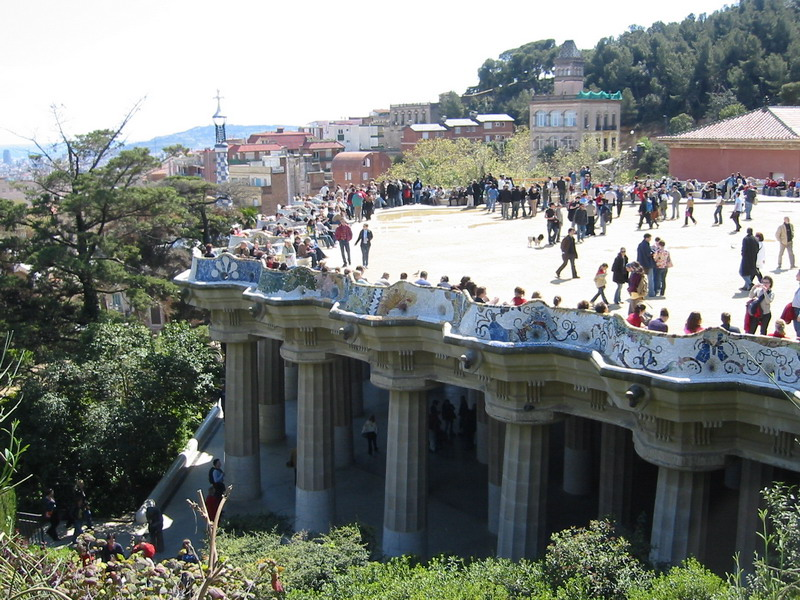
Güell-park, Panoráma a kilátóról (Vista exterior del mirador del Parc Güell).
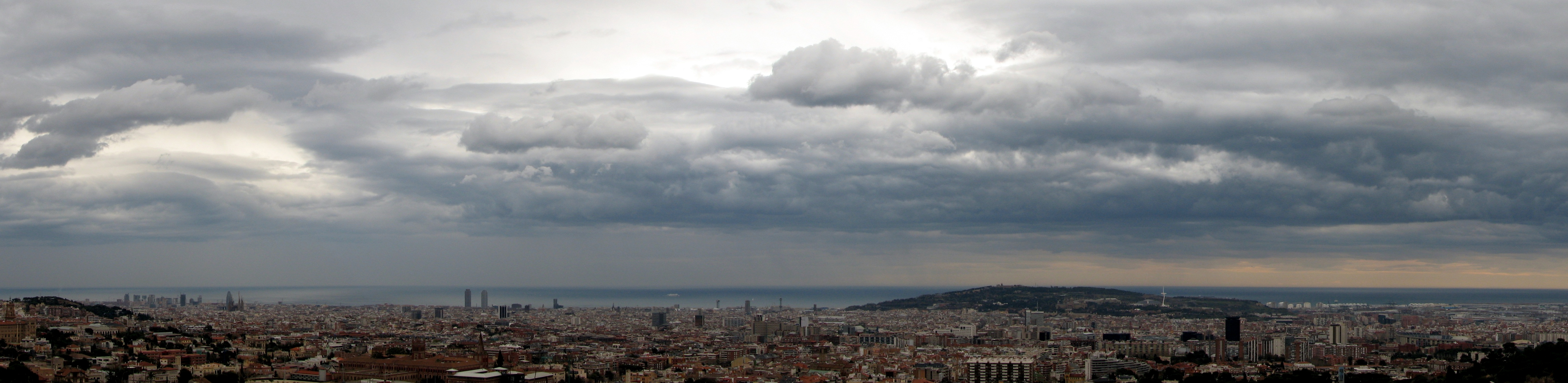
Tibidabo, Panoráma (Vista panoràmica des del Tibidabo)

| Képgaléria (kinyitható) >>>>>>>>>>>>>>>> |
| --- |
| - Plaça Reial. - La Rambla. - Güell-park (Parc Güell). - Sagrada Familia, Születés kapuja ( Façana del Naixement de la Sagrada Família) - Sagrada Familia, Szenvedés kapuja, (Façana de la Passió de la Sagrada Família.) - Barcelona strandja (Platja de la Barceloneta) - Mercé ünnepe (Festes de la Mercè). - Sardana-bál (Ball de la Sardana). - Güell-park, Panoráma a kilátóról (Vista exterior del mirador del Parc Güell). - Tibidabo, Panoráma (Vista panoràmica des del Tibidabo) |

## Fordítás
- Ez a szócikk részben vagy egészben  a   Barcelona (Spanje) című holland Wikipédia-szócikk ezen változatának fordításán alapul.  Az eredeti cikk szerkesztőit annak laptörténete sorolja fel. Ez a jelzés csupán a megfogalmazás eredetét és a szerzői jogokat jelzi, nem szolgál a cikkben szereplő információk forrásmegjelöléseként.
- Ez a szócikk részben vagy egészben  a   Barcelona című katalán Wikipédia-szócikk ezen változatának fordításán alapul.  Az eredeti cikk szerkesztőit annak laptörténete sorolja fel. Ez a jelzés csupán a megfogalmazás eredetét és a szerzői jogokat jelzi, nem szolgál a cikkben szereplő információk forrásmegjelöléseként.